# Béo phì

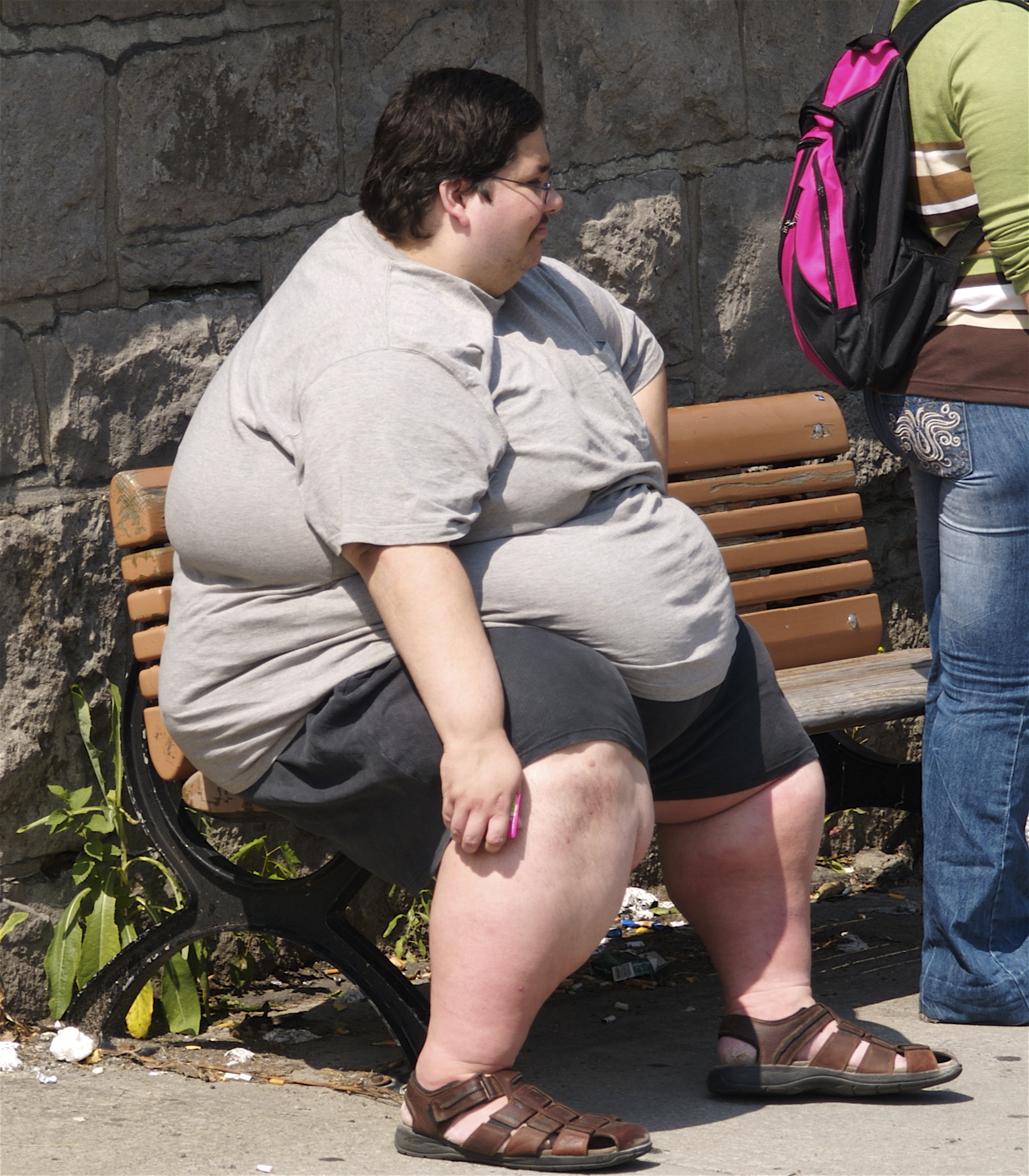
Một người béo phì

Béo phì là một tình trạng bệnh lý, đôi khi được xem là một căn bệnh, trong đó mô mỡ trong cơ thể đã tích tụ đến mức có thể gây ảnh hưởng tiêu cực đến sức khỏe. Những người được phân loại là béo phì khi chỉ số khối cơ thể (BMI) của họ vượt quá 30 kg/m2. Chỉ số thuộc phạm vi 25–30 kg/m2 thì được định nghĩa là thừa cân. Công thức tính BMI là lấy cân nặng của một người (tính theo kg) chia cho bình phương chiều cao của người đó. Một số nước Đông Á sử dụng giá trị thấp hơn để tính béo phì. Béo phì là nguyên nhân chính gây ra tình trạng khuyết tật và bệnh tật liên quan đến béo phì, đặc biệt là bệnh tim mạch, đái tháo đường loại 2, ngưng thở khi ngủ do tắc nghẽn, một số loại ung thư và thoái hóa khớp.
Béo phì có nguyên nhân cá nhân, kinh tế xã hội và môi trường. Một số nguyên nhân như chế độ ăn uống, hoạt động thể chất, tự động hóa, đô thị hóa, tính trạng số lượng, thuốc men, rối loạn tâm thần, chính sách kinh tế, rối loạn nội tiết và tiếp xúc với các chất gây rối loạn nội tiết.
Mặc dù phần lớn những người béo phì luôn cố gắng giảm cân và nhiều trường hợp thành công nhưng việc duy trì giảm cân lâu dài là rất hiếm. Không có biện pháp can thiệp cụ thể nào cho thấy hiệu quả rõ ràng để ngăn ngừa béo phì. Việc phòng ngừa béo phì đòi hỏi một cách tiếp cận phức tạp, bao gồm các biện pháp can thiệp ở cấp độ xã hội, cộng đồng, gia đình và cá nhân. Các chuyên gia y tế thường khuyên cần thay đổi chế độ ăn uống cũng như tập thể dục. Chế độ ăn uống có thể được cải thiện bằng cách giảm tiêu thụ thực phẩm giàu năng lượng, chẳng hạn như những thực phẩm giàu chất béo hoặc đường, thay vào đó tăng lượng chất xơ ăn vào, nếu những lựa chọn dành cho chế độ ăn uống này có sẵn, giá cả phải chăng và dễ tiếp cận. Để làm giảm cảm giác thèm ăn hoặc giảm hấp thu chất béo có thể sử dụng thuốc giảm cân cùng với chế độ ăn uống phù hợp. Nếu chế độ ăn kiêng, tập thể dục và dùng thuốc không hiệu quả, có thể thực hiện nong bóng dạ dày hoặc phẫu thuật để làm giảm thể tích dạ dày hoặc chiều dài của ruột. Các can thiệp trên tạo cảm giác no sớm hơn hoặc giảm khả năng hấp thụ chất dinh dưỡng từ thức ăn.
Béo phì là nguyên nhân tử vong hàng đầu có thể phòng ngừa được với tỷ lệ ngày càng tăng ở người lớn và trẻ em trên toàn thế giới. Năm 2022, hơn 1 tỷ người bị béo phì trên toàn thế giới (879 triệu người lớn và 159 triệu trẻ em), tăng hơn gấp đôi số trường hợp ở người lớn (và cao gấp bốn lần so với các trường hợp ở trẻ em) được thống kê vào năm 1990. Béo phì phổ biến ở phụ nữ hơn là nam giới. Ngày nay, béo phì bị kỳ thị ở hầu hết mọi nơi trên thế giới. Ngược lại, một số nền văn hóa, trong quá khứ và hiện tại, lại có quan điểm tích cực về béo phì, coi đó là biểu tượng của sự giàu có và sinh đẻ tốt. Tổ chức Y tế Thế giới, Mỹ, Canada, Nhật Bản, Bồ Đào Nha, Đức, Nghị viện châu Âu và các hiệp hội y tế, ví dụ như Hiệp hội Y khoa Hoa Kỳ, đã phân loại béo phì là một căn bệnh. Những nước khác, chẳng hạn như Vương quốc Anh thì không chấp nhận điều đó.

## Phân loại
| Phân loại theo WHO | BMI WHO (kg/m2) | BMI IDI & WPRO, 2000 |
| ------------------ | --------------- | -------------------- |
| gầy                | < 18,5          | < 18,5               |
| bình thường        | 18,5–24,9       | 18,5–22,9            |
| thừa cân           | 25,0–29,9       | 23,0–24,9            |
| béo phì độ I       | 30,0–34,9       | 25,0–29,9            |
| béo phì độ II      | 35,0–39,9       | ≥ 30,0               |
| béo phì độ III     | ≥ 40,0          | Không đề cập         |

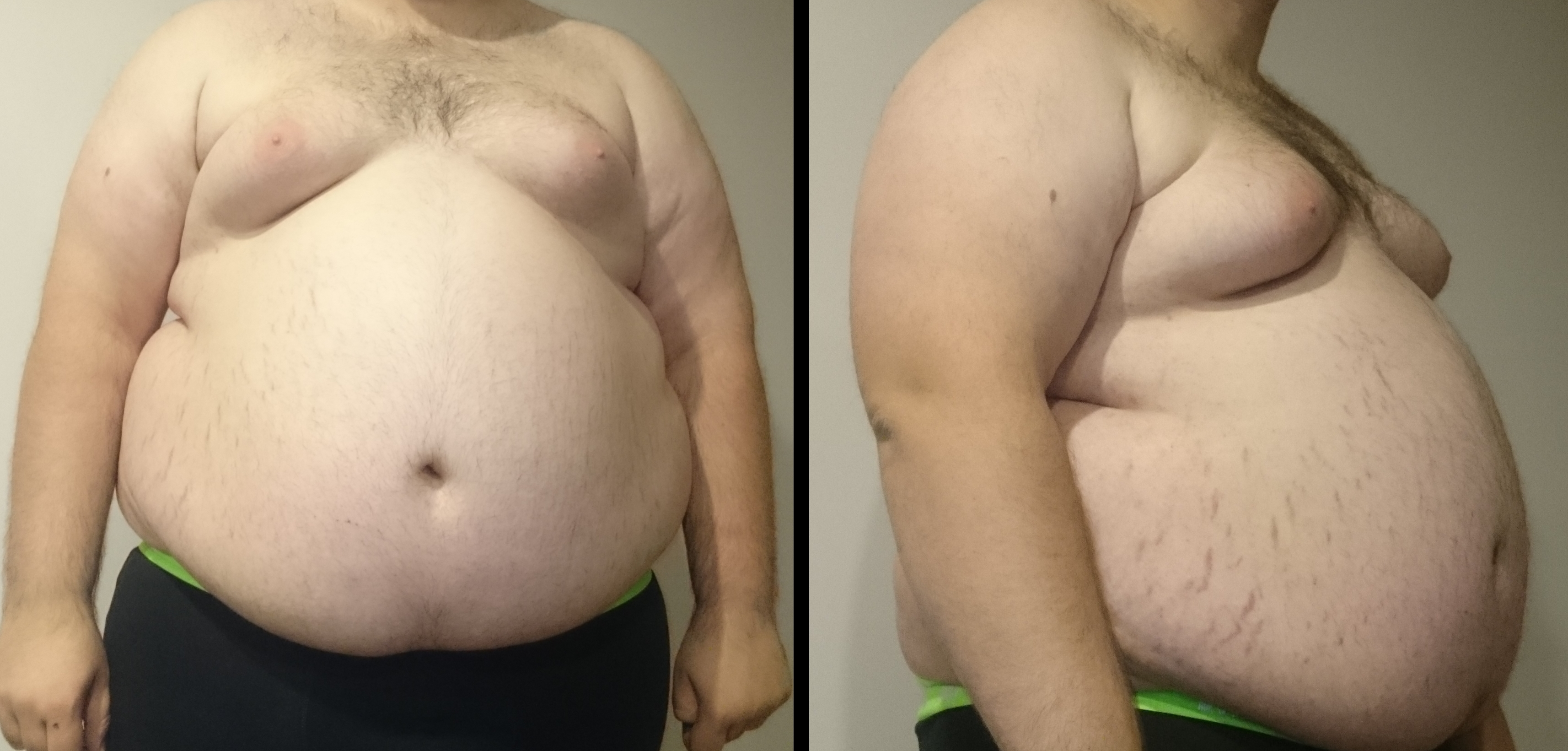
Một người đàn ông "siêu béo phì" có chỉ số BMI 53 kg/m^{2}: cân nặng 182 kg, cao 185 cm. Có thể quan sát được vết rạn da trên bụng và ngực bị chảy xệ.

Béo phì thường được định nghĩa là sự tích tụ đáng kể lượng mỡ trong cơ thể có thể ảnh hưởng đến sức khỏe. Các tổ chức y tế có xu hướng phân loại những người là béo phì dựa trên chỉ số khối cơ thể (BMI) – tỷ lệ giữa cân nặng của một người (đơn vị kilôgam) với bình phương chiều cao của họ (đơn vị mét). Đối với người trưởng thành, Tổ chức Y tế Thế giới (WHO) định nghĩa "thừa cân" là chỉ số BMI từ 25 trở lên và "béo phì" là chỉ số BMI từ 30 trở lên. Trung tâm Kiểm soát và Phòng ngừa Dịch bệnh Hoa Kỳ (CDC) còn chia nhỏ bệnh béo phì dựa trên BMI, với chỉ số BMI từ 30 đến 35 được gọi là béo phì độ I; 35 đến 40, béo phì độ II; và 40+, béo phì độ III.
Đối với trẻ em, các biện pháp đo béo phì được xem xét bằng độ tuổi cùng với chiều cao và cân nặng. Đối với trẻ em từ 5–19 tuổi, WHO định nghĩa béo phì là chỉ số BMI có hai độ lệch chuẩn trên mức trung bình so với độ tuổi của chúng (chỉ số BMI khoảng 18 đối với trẻ 5 tuổi; khoảng 30 đối với trẻ 19 tuổi). Đối với trẻ em dưới 5 tuổi, WHO định nghĩa béo phì là cân nặng có ba độ lệch chuẩn trên mức trung bình đối với chiều cao của chúng.
Định nghĩa của WHO đã được sửa đổi bởi các tổ chức cụ thể. Các tài liệu phẫu thuật chia béo phì thành độ II và III hoặc chỉ độ III thành các loại khác mà giá trị chính xác của chúng vẫn còn gây tranh cãi.
- Bất kỳ chỉ số BMI ≥ 35 hoặc 40 kg/m2 đều là béo phì nặng.
- Chỉ số BMI ≥ 35 kg/m2 và có tình trạng sức khỏe liên quan đến béo phì hoặc ≥ 40 hoặc 45 kg/m2 là béo phì bệnh lý.
- Chỉ số BMI ≥ 45 hoặc 50 kg/m2 là siêu béo phì.

Về chủng tộc, ở cùng một mức BMI, sự xuất hiện các hậu quả xấu liên quan đến béo phì của người châu Á xảy ra khi BMI của họ với so với người da trắng, một số quốc gia đã định nghĩa lại bệnh béo phì; Nhật Bản đã định nghĩa béo phì là bất kỳ chỉ số BMI nào lớn hơn 25 kg/m2 trong khi Trung Quốc sử dụng chỉ số BMI lớn hơn 28 kg/m2. Do đó, từ năm 2000, WHO khu vực Tây Thái Bình Dương (WPRO) và Hội Nghiên cứu béo phì quốc tế đã phối hợp với Viện Nghiên cứu bệnh đái tháo đường Quốc tế (IDI), Trung tâm Hợp tác dịch tễ học đái tháo đường và các bệnh không lây nhiễm của WHO để đưa ra khuyến nghị về chỉ tiêu phân loại thừa cân, béo phì cho cộng đồng các nước châu Á (IDI & WPRO, 2000).
- Chỉ số BMI ≥ 23 kg/m2 là thừa cân.
- Chỉ số BMI ≥ 25 kg/m2 là béo phì.

Số liệu béo phì được chuộng sử dụng trong giới học thuật là tỷ lệ phần trăm mỡ cơ thể (BF%). Đây là tỷ lệ giữa tổng trọng lượng mỡ của một người so với tổng trọng lượng cơ thể của người đó và BMI được xem đơn thuần chỉ là một cách để ước tính BF%. Theo Hội Bác sĩ điều trị Béo phì Hoa Kỳ (American Society of Bariatric Physicians), mức vượt quá 32% đối với phụ nữ và 25% đối với nam giới thường được coi là biểu hiện béo phì.
BMI bỏ qua sự khác biệt giữa các cá nhân về khối lượng cơ nạc, đặc biệt là khối lượng cơ. Những người lao động nặng nhọc hoặc chơi thể thao có thể có chỉ số BMI cao mặc dù có ít mỡ. Ví dụ: hơn một nửa số người chơi Giải Bóng bầu dục Quốc gia Mỹ được phân loại là "béo phì" (BMI ≥ 30) và 1 trong 4 người được phân loại là "cực kỳ béo phì" (BMI ≥ 35), theo chỉ số BMI. Tuy nhiên, tỷ lệ phần trăm mỡ cơ thể trung bình của họ, 14%, nằm trong phạm vi được coi là lành mạnh. Tương tự, các đô vật Sumo có thể được phân loại theo BMI là "béo phì nghiêm trọng" hoặc "béo phì rất nghiêm trọng" nhưng nhiều đô vật Sumo không được phân loại là béo phì khi sử dụng tỷ lệ mỡ cơ thể thay thế (có <25% mỡ cơ thể). Một số đô vật Sumo được phát hiện là không có nhiều mỡ trong cơ thể hơn nhóm so sánh không phải Sumo, với giá trị BMI cao do khối lượng cơ nạc của họ cao.

## Ảnh hưởng đối với sức khỏe
Béo phì làm tăng nguy cơ phát triển chuyển biến các căn bệnh khác nhau, như bệnh tim mạch, thoái hóa khớp, bệnh Alzheimer, trầm cảm và một số loại bệnh ung thư. Tùy thuộc vào mức độ béo phì và tình trạng bệnh nền, béo phì có thể khiến sụt giảm tuổi thọ từ 2–20 năm. BMI cao là yếu tố nguy cơ, nhưng không phải là nguyên nhân trực tiếp gây ra các bệnh do chế độ ăn uống và hoạt động thể chất.

### Tỷ lệ tử vong
Béo phì là một trong những nguyên nhân gây tử vong hàng đầu có thể phòng ngừa được trên toàn thế giới. Nguy cơ tử vong thấp nhất ở mức BMI 20–25 kg/m2 ở những người không hút thuốc và ở mức 24–27 kg/m2 ở những người đang hút thuốc, với rủi ro tăng lên nếu chỉ số BMI tăng hay giảm. Việc xác định này dường như được áp dụng ở ít nhất bốn châu lục. Nghiên cứu khác cho thấy mối liên hệ giữa chỉ số BMI và chu vi vòng eo với tỷ lệ tử vong người thì có hình dạng chữ U hoặc chữ J, trong khi mối liên hệ giữa tỷ lệ eo-hông và tỷ lệ eo-chiều cao với tỷ lệ tử vong là tương quan dương. Ở người châu Á, nguy cơ ảnh hưởng tiêu cực đến sức khỏe bắt đầu tăng mức BMI từ 22 đến 25 kg/m2. Vào năm 2021, Tổ chức Y tế Thế giới ước tính rằng béo phì gây ra ít nhất 2,8 triệu ca tử vong hàng năm. Theo mức trung bình, béo phì làm giảm tuổi thọ từ sáu đến bảy năm, chỉ số BMI từ 30–35 kg/m2 làm giảm tuổi thọ từ hai đến bốn năm, trong khi béo phì nặng (BMI ≥ 40 kg/m2) làm giảm tuổi thọ tới 10 năm.

### Bệnh tật
Béo phì làm tăng nguy cơ mắc nhiều căn bệnh liên quan thể chất và tinh thần. Những bệnh đi kèm này thường gặp nhất trong hội chứng chuyển hóa, là các rối loạn chuyển hóa như: đái tháo đường loại 2, tăng huyết áp, tăng cholesterol máu và tăng triglyceride máu. Một nghiên cứu từ Bệnh viện RAK cho thấy những người béo phì có nguy cơ mắc hội chứng hậu COVID-19 cao hơn. CDC đã phát hiện ra rằng béo phì là yếu tố nguy cơ quan trọng nhất gây ra nguy cơ bệnh COVID-19 nghiêm trọng.
Các biến chứng có thể do béo phì trực tiếp gây ra hoặc liên quan gián tiếp thông qua các cơ chế có chung nguyên nhân như chế độ ăn uống kém hoặc lối sống tĩnh tại. Độ mạnh của mối tương quan giữa béo phì và các tình trạng cụ thể là khác nhau. Béo phì có mối tương quan mạnh mẽ nhất với bệnh đái tháo đường loại 2. Lượng mỡ dư thừa trong cơ thể là nguyên nhân gây ra 64% trường hợp mắc đái tháo đường ở nam giới và 77% trường hợp mắc đái tháo đường ở phụ nữ.:9
Hậu quả về sức khỏe thuộc hai nhóm chính: những hậu quả do ảnh hưởng của việc tăng khối lượng mỡ (như thoái hóa khớp, ngưng thở khi ngủ do tắc nghẽn, sự kỳ thị của xã hội) và những hậu quả do số lượng tế bào mỡ tăng lên (tiểu đường, ung thư, bệnh tim mạch, bệnh gan nhiễm mỡ liên quan đến rối loạn chuyển hóa). Sự gia tăng lượng mỡ trong cơ thể làm thay đổi phản ứng của cơ thể với insulin, có khả năng dẫn đến tình trạng kháng insulin. Chất béo tăng lên cũng tạo ra trạng thái tiền viêm, và kích hoạt quá trình đông máu.
| Lĩnh vực y tế                 | Tình trạng | Lĩnh vực y tế     | Tình trạng |
| ----------------------------- | --- | ----------------- | --- |
| Tim mạch                      | - Bệnh động mạch vành: đau thắt ngực và nhồi máu cơ tim - Suy tim - Tăng huyết áp - Rối loạn mỡ máu - Huyết khối tĩnh mạch sâu và thuyên tắc động mạch phổi       | Da liễu           | - Bệnh gai đen - Phù bạch huyết - Viêm mô tế bào - Chứng rậm lông - Hăm kẽ                                                                                    |
| Nội tiết và Y sinh sản        | - Đái tháo đường - Hội chứng buồng trứng đa nang - Rối loạn kinh nguyệt - Vô sinh - Béo phì ở bà bầu - Bệnh lý bẩm sinh - Thai chết lưu                           | Tiêu hóa          | - Trào ngược dạ dày thực quản - Bệnh gan nhiễm mỡ liên quan đến rối loạn chuyển hóa - Sỏi mật                                                                 |
| Thần kinh                     | - Tai biến mạch máu não - Đau đùi dị cảm (meralgia paresthetica) - Đau nửa đầu - Hội chứng ống cổ tay - Suy giảm trí nhớ - Tăng áp lực nội sọ vô căn - Đa xơ cứng | Ung thư           | - thực quản - đại trực tràng - tuyến tụy - túi mật - nội mạc tử cung - biểu mô tế bào thận - lơ xê mi (bệnh bạch cầu) - biểu mô tế bào gan - hắc tố           |
| Tâm thần                      | - Trầm cảm ở phụ nữ - Kỳ thị của xã hội | Hô hấp            | - Ngừng thở khi ngủ - Hội chứng giảm thông khí do béo phì - Hen phế quản - Gia tăng biến chứng khi gây mê toàn thân - Gia tăng nguy cơ mắc bệnh COVID-19 nặng |
| Thấp khớp và Ngoại chỉnh hình | - Bệnh gút - Khả năng đi lại kém - Thoái hóa khớp - Đau lưng dưới                                                                                                 | Tiết niệu và Thận | - Rối loạn cường dương - Tiểu tiện không tự chủ - Bệnh thận mạn tính - Suy sinh dục - Lún dương vật (Vùi dương vật, thụt dương)                               |

### Các chỉ số về sức khỏe
Các bác sĩ lâm sàng đã đưa ra nghiên cứu mới hơn trong đó tập trung vào các phương pháp xác định những người béo phì khỏe mạnh hơn, và không coi những người béo phì như một nhóm lớn đồng nhất với nhau. Những người béo phì không gặp phải các biến chứng y tế do tình trạng béo phì của họ đôi khi được gọi là béo phì chuyển hóa lành mạnh, nhưng mức độ tồn tại của nhóm này (đặc biệt là ở những người lớn tuổi) đang còn tranh cãi. Có những người được coi là khỏe mạnh về mặt trao đổi chất phụ thuộc vào định nghĩa được sử dụng và không có định nghĩa nào được chấp nhận rộng rãi. Có rất nhiều người béo phì có đôi chút bất thường về chuyển hóa và một số ít họ không có biến chứng y khoa. Hướng dẫn của Hội Nội tiết Lâm sàng Hoa Kỳ kêu gọi các bác sĩ sử dụng phương pháp đánh giá rủi ro với bệnh nhân béo phì khi xem xét đánh giá nguy cơ phát triển bệnh đái tháo đường loại 2 của họ.(tr59–60)
Vào năm 2014, Dự án béo phì lành mạnh BioSHaRE– EU (được tài trợ bởi Maelstrom Research, một nhóm thuộc Viện nghiên cứu của Trung tâm Y tế Đại học McGill) đã đưa ra hai định nghĩa về béo phì lành mạnh, một định nghĩa nghiêm ngặt và một định nghĩa ít nghiêm ngặt hơn:
|                                                                  | Ít nghiêm ngặt | Nghiêm ngặt   |
| Huyết áp được đo như sau, không dùng thuốc                       |                |               |
| Tổng thể (mmHg)                                                  | ≤ 140          | ≤ 130         |
| Tâm thu (mmHg)                                                   | không áp dụng  | ≤ 85          |
| Tâm trương (mmHg)                                                | ≤ 90           | không áp dụng |
| Đường huyết được đo như sau, không dùng thuốc                    |                |               |
| Đường huyết (mmol/L)                                             | ≤ 7,0          | ≤ 6,1         |
| Triglyceride được đo như sau, không dùng thuốc                   |                |               |
| Nhịn ăn (mmol/L)                                                 | ≤ 1,7          | ≤ 1,7         |
| Không nhịn ăn (mmol/L)                                           | ≤ 2,1          | ≤ 2,1         |
| HDL-C (Lipoprotein mật độ cao) được đo như sau, không dùng thuốc |                |               |
| Nam (mmol/L)                                                     | > 1,03         | > 1,03        |
| Nữ (mmol/L)                                                      | > 1,3          | > 1,3         |
| Không chẩn đoán được bất kỳ bệnh lý tim mạch nào                 |                |               |

Để đưa ra các tiêu chí này, BioSHaRE đã kiểm soát độ tuổi và việc sử dụng thuốc lá, nghiên cứu xem cả hai điều này có thể ảnh hưởng như thế nào đến hội chứng chuyển hóa liên quan đến béo phì, nhưng không tồn tại ở người béo phì khỏe mạnh về mặt trao đổi chất. Vẫn tồn tại các định nghĩa khác về béo phì lành mạnh về mặt trao đổi chất, bao gồm cả những định nghĩa dựa trên chu vi vòng eo thay vì BMI, vốn không đáng tin cậy ở một số cá nhân.
Một thước đo nhận dạng khác về sức khỏe ở người béo phì là sức mạnh bắp chân, yếu tố này có mối tương quan khỏe mạnh thể chất ở người béo phì. Giả thuyết về thành phần cơ thể đã được dùng để giải thích tình trạng béo phì lành mạnh về mặt trao đổi chất—những người béo phì khỏe mạnh về mặt trao đổi chất thường có lượng mỡ lạc chỗ thấp (chất béo được lưu trữ trong các mô không phải là mô mỡ) mặc dù có khối lượng mỡ tổng thể tương đương trong cân nặng đối với người béo phì mắc hội chứng chuyển hóa.(tr1282)

### Nghịch lý sinh tồn
Mặc dù bệnh béo phì với những hậu quả tiêu cực về sức khỏe của nó trong dân số chung được cổ xúy bởi các bằng chứng nghiên cứu hiện có, nhưng kết quả về sức khỏe ở một số phân nhóm nhất định dường như được cải thiện khi chỉ số BMI tăng lên, một hiện tượng được gọi là nghịch lý sống sót sau béo phì. Nghịch lý này lần đầu tiên được mô tả vào năm 1999 ở những người thừa cân và béo phì đang chạy thận nhân tạo và sau đó được tìm thấy ở những người bị suy tim và bệnh động mạch ngoại biên (PAD).
Ở những người bị suy tim, những người có chỉ số BMI từ 30,0 đến 34,9 có tỷ lệ tử vong thấp hơn những người có cân nặng bình thường. Điều này được cho là do mọi người thường sụt cân khi tình trạng bệnh ngày càng nặng. Những phát hiện tương tự đã được thấy ở các loại bệnh tim khác. Những người mắc bệnh béo phì độ I và bệnh tim không mắc các vấn đề về tim với tỷ lệ cao hơn những người có cân nặng bình thường cũng mắc bệnh tim tương ứng. Tuy nhiên, ở những người có mức độ béo phì cao hơn, nguy cơ mắc các biến cố tim mạch tiếp theo sẽ tăng lên. Ngay cả sau khi phẫu thuật bắc cầu động mạch vành, tỷ lệ tử vong ở người thừa cân và béo phì không gia tăng. Một nghiên cứu đã cho thấy sự cải thiện khả năng sống sót có thể được giải thích bằng cách điều trị tích cực hơn mà những người béo phì nhận được sau khi họ gặp một biến cố về tim. Một nghiên cứu khác cho thấy rằng nếu tính đến bệnh phổi tắc nghẽn mạn tính (COPD) ở những người mắc PAD, lợi ích của bệnh béo phì sẽ không còn tác dụng gì.

## Nguyên nhân
Mô hình béo phì "một calo là một calo" (A calorie is a calorie) thừa nhận sự kết hợp giữa việc nạp quá nhiều năng lượng từ thực phẩm và thiếu hoạt động thể chất là nguyên nhân của hầu hết các trường hợp béo phì. Một số ít trường hợp chủ yếu là do di truyền, lý do y tế hoặc bệnh tâm thần. Ngược lại, ở cấp độ xã hội, tỷ lệ béo phì ngày càng tăng được cho là do chế độ dễ tiếp cận và hợp khẩu vị ăn uống, sự phụ thuộc ngày càng tăng vào ô tô và sản xuất được cơ giới hóa.
Một số yếu tố khác được cho là nguyên nhân dẫn đến tỷ lệ béo phì gia tăng trên toàn thế giới, bao gồm ngủ không đủ giấc, rối loạn nội tiết, tăng sử dụng một số loại thuốc (như thuốc chống loạn thần không điển hình), tăng nhiệt độ môi trường, giảm tỷ lệ hút thuốc lá, những thay đổi về nhân khẩu học, tăng tuổi làm mẹ của những người lần đầu tiên trở thành mẹ, những thay đổi về rối loạn điều hòa biểu sinh từ môi trường, tăng sự khác biệt về kiểu hình thông qua giao phối lựa chọn, áp lực xã hội khuyến khích ăn kiêng, cùng những vấn đề khác. Theo một nghiên cứu, những yếu tố như thế này có thể đóng vai trò quan trọng là nguyên nhân béo phì tương tự như việc nạp quá nhiều năng lượng từ thực phẩm và thiếu hoạt động thể chất; tuy nhiên, mức độ tương đối của ảnh hưởng từ bất kỳ nguyên nhân gây béo phì được đề xuất nào đều không giống nhau và không chắc chắn, vì nhìn chung cần có các thử nghiệm ngẫu nhiên có đối chứng trên người trước khi đưa ra tuyên bố dứt khoát.
Theo Hội Nội tiết Lâm sàng Hoa Kỳ, "ngày càng có nhiều bằng chứng cho thấy rằng béo phì là một rối loạn của hệ thống cân bằng nội môi năng lượng, thay vì chỉ đơn giản phát sinh từ sự tích tụ thụ động của trọng lượng dư thừa".

### Chế độ ăn uống
| Không có dữ liệu <1.600 (<6.700) 1.600–1.800 (6.700–7.500) 1.800–2.000 (7.500–8.400) 2.000–2.200 (8.400–9.200) 2.200–2.400 (9.200–10.000) 2.400–2.600 (10.000–10.900) | 2.600–2.800 (10.900–11.700) 2.800–3.000 (11.700–12.600) 3.000–3.200 (12.600–13.400) 3.200–3.400 (13.400–14.200) 3.400–3.600 (14.200–15.100) >3.600 (>15.100) |

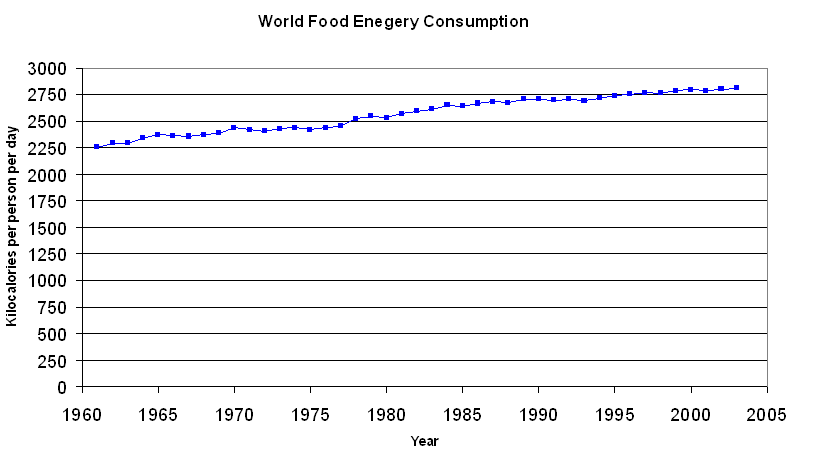
Mức tiêu thụ năng lượng bình quân đầu người trên thế giới từ năm 1961 đến năm 2002

Sự thèm ăn quá mức đối với loại thực phẩm ngon miệng, giàu calo (đặc biệt là chất béo, đường và một số protein động vật) được coi là yếu tố chính gây ra béo phì trên toàn thế giới. Điều này có thể là do sự mất cân bằng chất dẫn truyền thần kinh từ đó ảnh hưởng đến cảm giác thèm ăn. Nguồn cung năng lượng trong khẩu phần ăn bình quân đầu người thay đổi rõ rệt giữa các khu vực và quốc gia khác nhau. Sự thay đổi này là đáng kể theo thời gian. Từ đầu những năm 1970 đến cuối những năm 1990, năng lượng thực phẩm bình quân đầu người hằng ngày (lượng thực phẩm mua được) đã tăng lên ở mọi nơi trên thế giới ngoại trừ Đông Âu. Hoa Kỳ có nguồn cung cấp cao nhất với 3.654 calo (15.290 kJ) mỗi người vào năm 1996. Con số này tăng lên 3.754 calo (15.710 kJ) vào năm 2003. Vào cuối những năm 1990, người châu Âu có nguồn cung năng lượng thực phẩm là 3.394 calo (14.200 kJ) mỗi người, ở các khu vực đang phát triển của châu Á con số đó là 2.648 calo (11.080 kJ), ở châu Phi cận Sahara người dân có bình quân hằng ngày 2.176 calo (9.100 kJ) mỗi người. Tổng mức tiêu thụ năng lượng thực phẩm đã được phát hiện là dẫn đến liên quan tình trạng béo phì.

Tỷ lệ béo phì ở người trưởng thành theo vùng (2000 – 2016)

Các hướng dẫn về chế độ ăn uống phổ biến rộng rãi không giải quyết được vấn đề ăn quá nhiều và lựa chọn chế độ ăn uống xấu. Từ năm 1971 đến năm 2000, tỷ lệ béo phì ở Hoa Kỳ tăng từ 14,5% lên 30,9%. Trong cùng thời gian, lượng năng lượng thực phẩm tiêu thụ trung bình đã tăng lên. Đối với phụ nữ, mức tăng trung bình là 335 calo (1.400 kJ) mỗi ngày (1.542 calo (6.450 kJ) vào năm 1971 lên 1.877 calo (7.850 kJ) vào năm 2004), trong khi đối với nam giới mức tăng trung bình là 168 calo (700 kJ) mỗi ngày (2.450 calo (10.300 kJ) vào năm 1971 lên 2.618 calo (10.950 kJ) vào năm 2004). Hầu hết năng lượng thực phẩm bổ sung này đến từ việc tăng tiêu thụ carbohydrate hơn là tiêu thụ chất béo. Nguồn chính của những carbohydrate bổ sung này là đồ uống có đường, hiện chiếm gần 25% năng lượng thực phẩm hàng ngày ở thanh niên tại Mỹ, cùng với khoai tây lát mỏng. Việc tiêu thụ đồ uống có đường như nước ngọt, nước trái cây và trà đá được cho là góp phần làm tăng tỷ lệ béo phì và làm tăng nguy cơ mắc hội chứng chuyển hóa và đái tháo đường loại 2. Thiếu vitamin D dẫn đến các bệnh liên quan béo phì.
Khi xã hội ngày càng phụ thuộc vào các bữa ăn giàu năng lượng, khẩu phần lớn và thức ăn nhanh, mối liên hệ giữa việc tiêu thụ đồ ăn nhanh và béo phì ngày càng trở nên đáng lo ngại hơn. Tại Hoa Kỳ từ năm 1977 đến năm 1995, mức tiêu thụ bữa ăn nhanh tăng gấp ba lần và lượng năng lượng thực phẩm từ những bữa ăn này tăng gấp bốn lần.
Chính sách và kỹ thuật nông nghiệp ở Hoa Kỳ và Châu Âu đã dẫn tới giá lương thực thấp hơn. Tại Hoa Kỳ, việc trợ cấp ngô, đậu nành, lúa mì và gạo thông qua Dự luật trang trại của Hoa Kỳ đã khiến các nguồn thực phẩm chế biến chính trở nên rẻ hơn so với trái cây và rau quả. Luật tính lượng calo và nhãn thông tin dinh dưỡng cố gắng định hướng người tiêu dùng đến việc lựa chọn thực phẩm lành mạnh hơn, bao gồm cả nhận thức về lượng năng lượng thực phẩm đang được tiêu thụ.
Những người béo phì luôn báo cáo thấp mức tiêu thụ thực phẩm của họ so với những người có cân nặng bình thường. Điều này được hỗ trợ bởi cả các thử nghiệm của những người được thực hiện trong phòng đo nhiệt lượng và bằng quan sát trực tiếp.

### Lối sống ít vận động
Một lối sống ít vận động (lối sống tĩnh tại) có thể đóng một vai trò quan trọng đối với bệnh béo phì.:10 Thế giới đã có sự chuyển dịch từ công việc nhiều vận động sang những công việc ít đòi hỏi hoạt động thể chất hơn, và hiện tại ít nhất 30% dân số thế giới tập thể dục không đủ thời lượng. Nguyên nhân chủ yếu là do sử dụng phương tiện giao thông cơ giới hóa và sự phổ biến của các máy móc, sản phẩm công nghệ làm việc nhà thay thế sức người. Ở trẻ em, mức độ hoạt động thể chất ngày càng suy giảm (đặc biệt giảm mạnh về thời gian đi bộ và thời gian thể dục), có thể là do các nguyên nhân như người thân lo sợ sự an toàn, sự thay đổi trong tương tác xã hội (chẳng hạn như ít mối quan hệ gặp gỡ và vui chơi với trẻ em hàng xóm) và thiết kế đô thị không phù hợp (chẳng hạn như có quá ít không gian công cộng cho hoạt động thể chất an toàn). Xu hướng trên thế giới về hoạt động thể chất tích cực trong thời gian rảnh rỗi vẫn chưa rõ ràng. Tổ chức Y tế Thế giới chỉ ra rằng mọi người trên toàn thế giới đang tham gia các hoạt động giải trí ít tính vận động hơn, trong khi nghiên cứu từ Phần Lan cho thấy sự gia tăng và nghiên cứu từ Hoa Kỳ cho thấy hoạt động thể chất trong thời gian rảnh rỗi không thay đổi đáng kể. Hoạt động thể chất ở trẻ em có thể không phải là yếu tố đóng góp đáng kể trong các hoạt động của chúng.
Ở cả trẻ em và người lớn đều có mối tương quan giữa thời gian xem tivi và nguy cơ béo phì. Việc tiếp xúc nhiều với các phương tiện truyền thông làm tăng tỷ lệ béo phì ở trẻ em, với tỷ lệ tăng tỷ lệ thuận với thời gian xem tivi.

### Di truyền

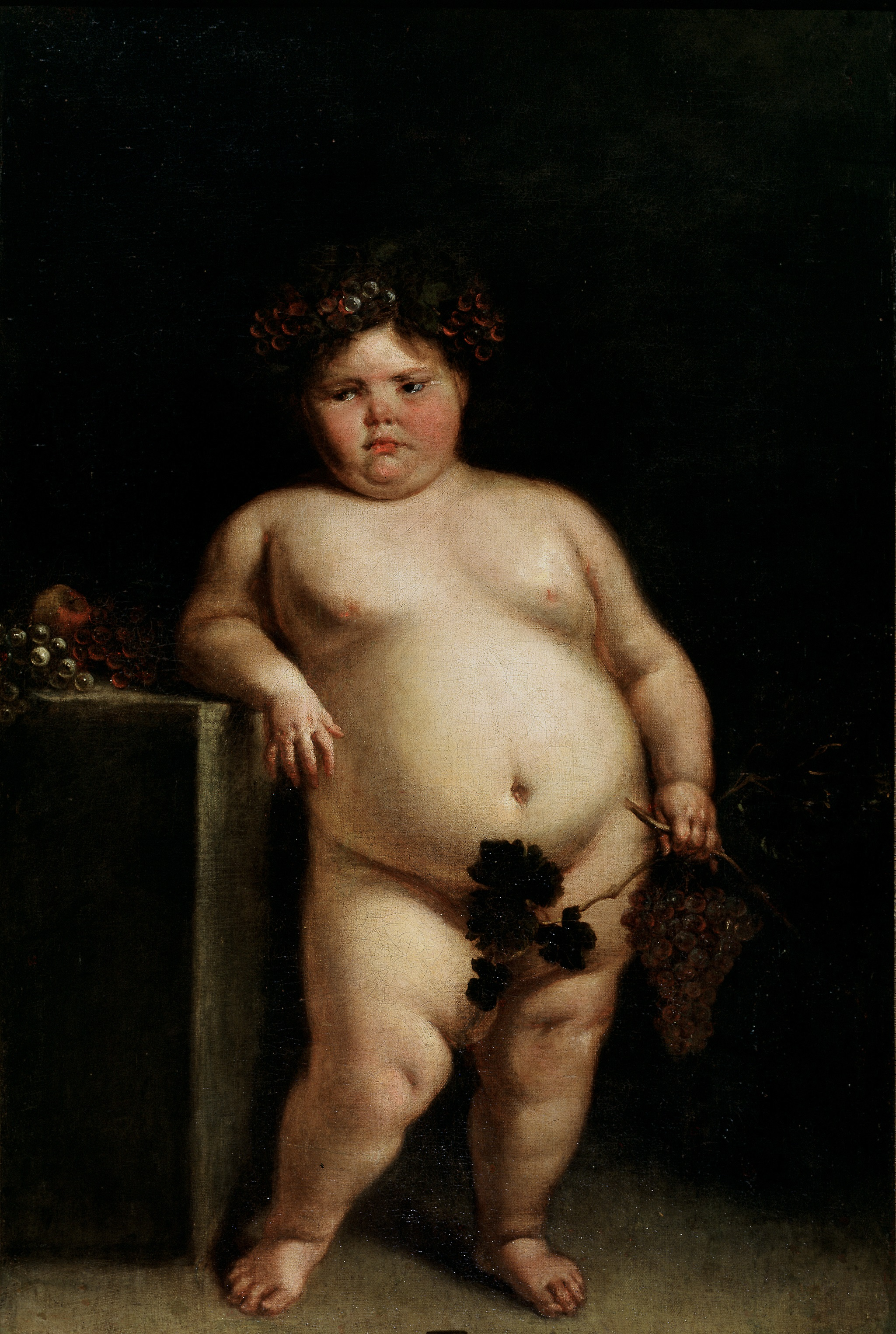
"La Monstrua Desnuda" (The Nude Monster), bức tranh vẽ năm 1680 của họa sĩ Juan Carreno de Miranda vẽ một cô gái được cho là mắc hội chứng Prader–Willi

Giống như nhiều tình trạng bệnh lý khác, béo phì là kết quả của sự tương tác giữa các yếu tố di truyền và môi trường. Hiện tượng đa hình trong các gen khác nhau kiểm soát sự thèm ăn và trao đổi chất có xu hướng dẫn đến béo phì khi có đủ năng lượng thực phẩm. Tính đến năm 2006, hơn 41 điểm trong số này trên bộ gen người có liên quan đến sự phát triển của bệnh béo phì khi chúng có được môi trường thuận lợi. Những người có hai bản sao của gen FTO (khối lượng chất béo và gen liên quan đến béo phì) được phát hiện có cân nặng trung bình nhiều hơn 3–4 kg và có nguy cơ béo phì cao hơn 1,67 lần so với những người không có alen nguy cơ. Sự khác biệt về chỉ số BMI giữa những người do di truyền khác nhau tùy thuộc vào đối tượng được kiểm tra từ 6% đến 85%.
Béo phì là đặc điểm chính của một số hội chứng, chẳng hạn như hội chứng Prader–Willi, hội chứng Bardet–Biedl, hội chứng Cohen và hội chứng MOMO (Thuật ngữ "béo phì không do hội chứng" đôi khi được sử dụng để loại trừ các tình trạng này.) Ở những người mắc bệnh béo phì nặng khởi phát sớm (được xác định là khởi phát trước 10 tuổi và chỉ số khối cơ thể vượt quá ba độ lệch chuẩn so với mức bình thường), 7% có đột biến DNA điểm đơn.
Các nghiên cứu tập trung vào các kiểu di truyền hơn là các gen cụ thể đã phát hiện ra rằng 80% con cái của hai cha mẹ bị béo phì cũng bị béo phì, trái ngược với ít hơn 10% con cái của hai người cha và mẹ có cân nặng bình thường. Những người khác nhau tiếp xúc với cùng một môi trường có nguy cơ béo phì khác nhau do yếu tố di truyền cơ bản của họ.

### Các bệnh khác
Một số bệnh về thể chất và tinh thần cũng như các loại thuốc men dùng để điều trị chúng có thể làm tăng nguy cơ béo phì. Các bệnh nội khoa làm tăng nguy cơ béo phì bao gồm một số hội chứng di truyền hiếm gặp (được liệt kê ở trên) cũng như một số tình trạng mắc phải hoặc bẩm sinh: suy giáp, Hội chứng Cushing, thiếu hụt hormone tăng trưởng, và một số rối loạn ăn uống như rối loạn ăn uống vô độ và hội chứng ăn đêm. Tuy nhiên, béo phì không được coi là rối loạn tâm thần và do đó không được liệt kê trong Cẩm nang Chẩn đoán và Thống kê Rối loạn tâm thần là bệnh tâm thần. Nguy cơ thừa cân và béo phì cao hơn ở những bệnh nhân bị rối loạn tâm thần so với những người không bị rối loạn tâm thần. Béo phì và trầm cảm có ảnh hưởng lẫn nhau, trong đó béo phì làm tăng nguy cơ trầm cảm lâm sàng và trầm cảm cũng dẫn đến nguy cơ mắc bệnh béo phì cao hơn.

### Béo phì do thuốc
Một số loại thuốc có thể gây tăng cân hoặc làm thay đổi thành phần cơ thể, bao gồm insulin, sulfonylurea, thiazolidinedione, thuốc chống loạn thần không điển hình, thuốc chống trầm cảm, steroid, một số loại thuốc chống co giật (phenytoin và valproate), pizotifen và một số dạng thuốc tránh thai nội tiết tố.

### Các yếu tố xã hội quyết định

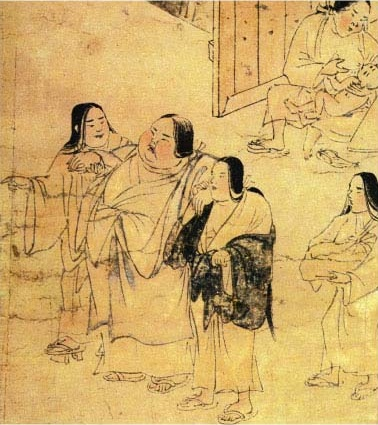
"Cuộn giấy bệnh tật" (Yamai no soshi, cuối thế kỷ 12) mô tả một người phụ nữ cho vay nặng lãi mắc bệnh béo phì, bệnh được coi là căn bệnh của người giàu.

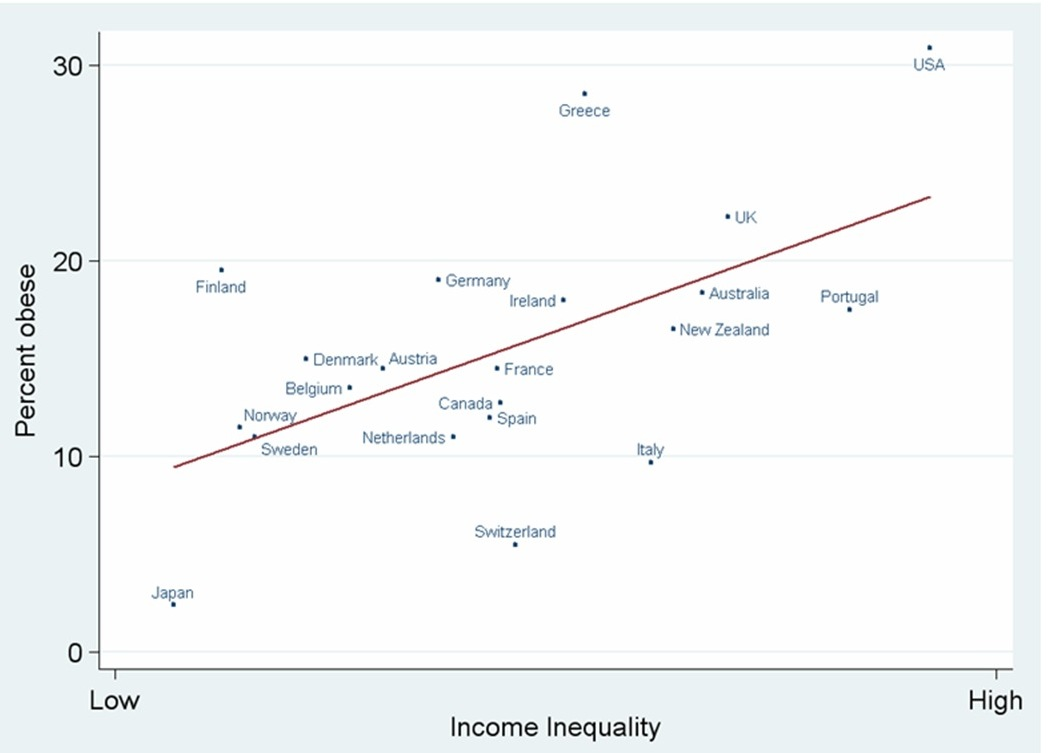
Béo phì ở các nước phát triển có liên quan đến bất bình đẳng kinh tế

Mặc dù ảnh hưởng di truyền rất quan trọng để hiểu về bệnh béo phì nhưng chúng không thể giải thích hoàn toàn sự gia tăng đáng kể thấy được ở các quốc gia hoặc trên toàn cầu. Mặc dù đồng ý rằng tiêu thụ năng lượng vượt quá mức tiêu hao năng lượng dẫn đến tăng trọng lượng cơ thể bản thân cá nhân, nguyên nhân thay đổi của hai yếu tố này trên quy mô xã hội vẫn còn nhiều tranh cãi. Có một số giả thuyết về nguyên nhân nhưng hầu hết đều tin rằng đó là sự kết hợp của nhiều yếu tố khác nhau.
Mối tương quan giữa tầng lớp xã hội và BMI khác nhau trên phạm vi toàn cầu. Nghiên cứu năm 1989 cho thấy ở các nước phát triển, phụ nữ thuộc tầng lớp xã hội cao ít có khả năng bị béo phì hơn. Không có sự khác biệt đáng kể giữa nam giới thuộc các tầng lớp xã hội khác nhau. Ở các nước đang phát triển, phụ nữ, nam giới và trẻ em thuộc tầng lớp xã hội cao có tỷ lệ béo phì cao hơn. Vào năm 2007, một nghiên cứu tương tự đã phát hiện ra những mối quan hệ tương ứng, nhưng chúng khá yếu. Sự suy giảm độ mạnh của mối tương quan được cho là do ảnh hưởng của toàn cầu hóa. Trong số các nước phát triển, mức độ béo phì ở người trưởng thành và tỷ lệ trẻ em vị thành niên bị thừa cân có liên quan đến bất bình đẳng thu nhập. Một mối quan hệ tương tự cũng có thể thấy ở các tiểu bang của Hoa Kỳ: nhiều người trưởng thành hơn bị béo phì ở những tiểu bang bất bình đẳng thu nhập hơn, ngay cả ở các tầng lớp xã hội cao hơn.
Nhiều giải thích đã được đưa ra về mối liên hệ giữa BMI và tầng lớp xã hội. Người ta cho rằng ở các nước phát triển, những người giàu có có khả năng mua nhiều thực phẩm bổ dưỡng hơn, họ chịu áp lực xã hội lớn hơn để giữ ngoại hình và có nhiều cơ hội hơn cùng với những kỳ vọng thể chất lớn hơn. Ở các nước chưa phát triển, khả năng đủ tiền mua được thực phẩm, tiêu hao năng lượng cao cùng với lao động thể chất và các giá trị văn hóa cổ xúy cho ngoại hình cơ thể lớn hơn được cho là góp phần vào các hình mẫu ưa nhìn. Thái độ đối với trọng lượng cơ thể của mỗi người trong cuộc đời cũng có thể đóng một vai trò trong việc gây béo phì. Người ta đã tìm thấy mối tương quan về sự thay đổi chỉ số BMI theo thời gian giữa bạn bè, anh chị em và vợ/chồng. Căng thẳng và nhìn nhận địa vị xã hội thấp dường như làm tăng nguy cơ béo phì.
Hút thuốc lá có ảnh hưởng đáng kể đến cân nặng của một cá nhân. Những người bỏ hút thuốc tăng trung bình 4,4 kg (9,7 lb) đối với nam và 5,0 kg (11,0 lb) đối với nữ trong hơn 10 năm. Tuy nhiên, việc thay đổi tỷ lệ hút thuốc ít ảnh hưởng đến tỷ lệ béo phì nói chung.
Ở Hoa Kỳ, số con cái của một người có liên quan đến nguy cơ béo phì. Nguy cơ của phụ nữ tăng 7% khi có mỗi đứa trẻ, trong khi nguy cơ của đàn ông tăng 4% mỗi đứa trẻ. Điều này có thể được giải thích một phần là do việc có con cái ẵm bồng thường xuyên làm giảm hoạt động thể chất ở các bậc cha mẹ phương Tây này.
Ở các nước đang phát triển, đô thị hóa đang đóng một vai trò trong việc làm tăng tỷ lệ béo phì. Ở Trung Quốc, tỷ lệ béo phì chung là dưới mức 5%; tuy nhiên, ở một số thành phố, tỷ lệ béo phì cao hơn 20%. Một phần điều này có thể là do các vấn đề về thiết kế đô thị (chẳng hạn như không đủ không gian công cộng cho hoạt động thể chất). Thời gian sử dụng phương tiện cơ giới để đi lại ít, trái ngược với các lựa chọn vận chuyển tích cực như đi xe đạp hoặc đi bộ, do đó khiến tăng nguy cơ béo phì.
Suy dinh dưỡng trong giai đoạn đầu đời được cho là có vai trò dẫn đến gia tăng tỷ lệ béo phì ở các nước đang phát triển. Những thay đổi nội tiết xảy ra trong thời kỳ suy dinh dưỡng có thể thúc đẩy việc tích trữ chất béo khi có thêm năng lượng thực phẩm.

### Vi khuẩn đường ruột
Nghiên cứu về tác động của các tác nhân lây nhiễm nhiễm trùng béo phì lên quá trình trao đổi chất vẫn còn ở giai đoạn đầu. Hệ vi sinh đường ruột khác nhau giữa người gầy và người béo phì đã được chứng minh. Có dấu hiệu cho thấy hệ vi sinh đường ruột có thể ảnh hưởng đến khả năng trao đổi chất. Sự thay đổi rõ ràng này được cho là mang lại khả năng dồn ứ năng lượng thực phẩm lớn hơn, góp phần gây ra béo phì. Cho dù những khác biệt này là nguyên nhân trực tiếp hay là kết quả của bệnh béo phì vẫn chưa được xác định rõ ràng. Việc sử dụng kháng sinh ở trẻ em cũng có liên quan đến béo phì sau này.
Mối liên quan giữa virus và bệnh béo phì đã được tìm thấy ở người và một số loài động vật khác nhau. Mức độ của các kết hợp này có thể đã góp phần vào tỷ lệ béo phì gia tăng vẫn chưa được xác định.

### Các yếu tố khác

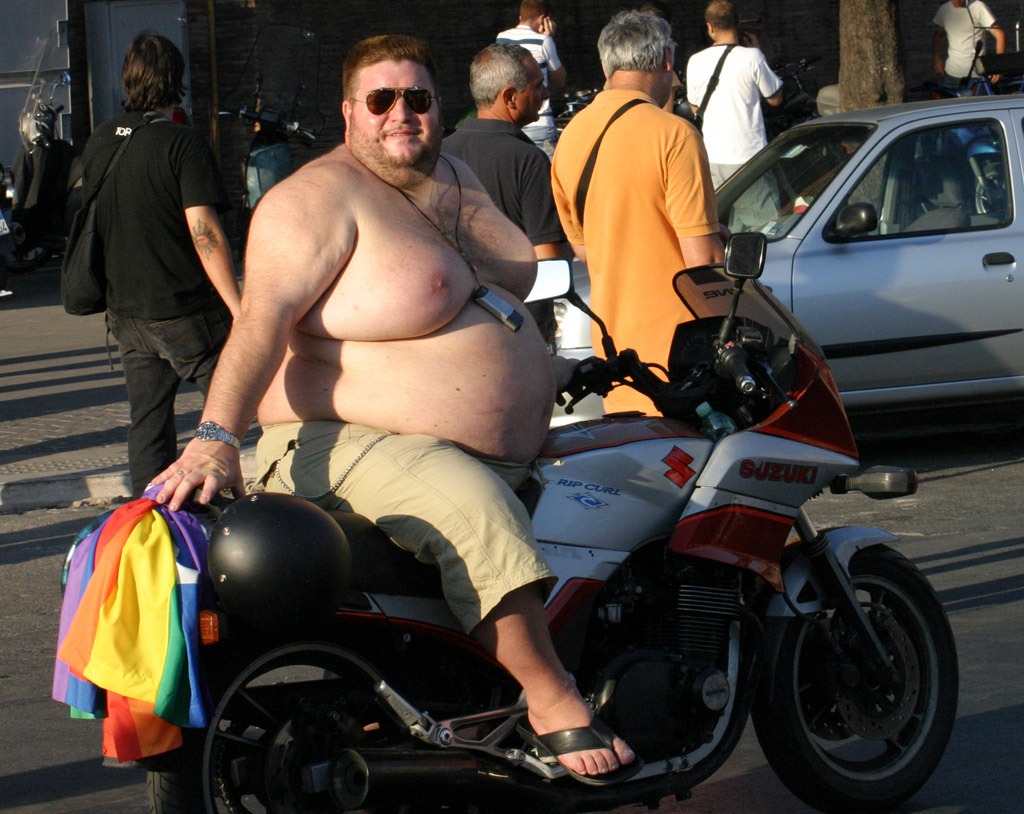
Một người đàn ông béo phì đang ngồi trên xe mô tô

Ngủ không đủ giấc cũng liên quan đến béo phì. Điều này có gây ra điều kia hay không thì vẫn chưa rõ ràng. Ngay cả khi giấc ngủ ngắn ngủi làm tăng cân thì vẫn chưa rõ liệu sự tăng cân có ý nghĩa hay việc tăng cường ngủ mang lại lợi ích gì hay không. Một số người đề xuất rằng các hợp chất hóa học được gọi là "chất gây béo phì" có thể đóng vai trò gây ra bệnh béo phì.
Một số khía cạnh của tính cách có liên quan đến béo phì. Sự cô đơn, bất ổn cảm xúc (neuroticism), tính bốc đồng và nhạy cảm với phần thưởng thường gặp hơn ở những người béo phì trong khi sự tận tâm và tự chủ lại ít phổ biến hơn ở họ. Bởi vì hầu hết các nghiên cứu về chủ đề này đều dựa trên bảng câu hỏi, có thể những phát hiện khảo sát đã đánh giá quá cao mối quan hệ giữa tính cách và béo phì: những người béo phì có thể nhận thức được sự kỳ thị của xã hội đối với béo phì và câu trả lời câu hỏi của họ có thể bị sai lệch tương ứng. Tương tự như vậy, thay vì những yếu tố tính cách đóng vai trò là yếu tố nguy cơ dẫn đến béo phì, tính cách của những người béo phì khi còn nhỏ có thể bị ảnh hưởng do sự kỳ thị về béo phì.
Liên quan đến hiện tượng toàn cầu hóa, người ta biết rằng tự do hóa thương mại có liên quan đến béo phì; nghiên cứu dựa trên dữ liệu từ 175 quốc gia trong giai đoạn 1975-2016, cho thấy tỷ lệ béo phì có mối tương quan thuận với độ mở thương mại và mối tương quan này mạnh hơn ở các nước đang phát triển.

## Sinh lý bệnh

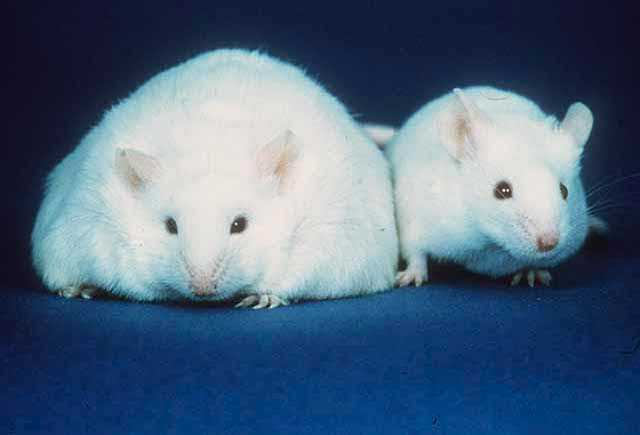
So sánh một con chuột không thể sản xuất leptin dẫn đến béo phì (trái) và một con chuột bình thường (phải)

Hai quá trình riêng biệt nhưng có liên hệ nhau được coi là có liên quan đến sự phát triển của bệnh béo phì: cân bằng năng lượng tích cực được duy trì (năng lượng nạp vào vượt quá năng lượng tiêu hao) và thiết lập lại "điểm đặt" ("set point") trọng lượng cơ thể ở một giá trị gia tăng. Quá trình thứ hai giải thích tại sao việc tìm ra phương pháp điều trị béo phì hiệu quả lại khó khăn. Trong khi cơ chế sinh học cơ bản của quá trình này vẫn chưa chắc chắn, việc nghiên cứu đang bắt đầu làm rõ các cơ chế.
Ở cấp độ sinh học, có nhiều cơ chế sinh lý bệnh có thể liên quan đến sự phát triển và làm kéo dài tình trạng béo phì. Lĩnh vực nghiên cứu này gần như chưa được tiếp cận cho đến khi gen leptin được phát hiện vào năm 1994 bởi phòng thí nghiệm của JM Friedman. Trong khi leptin và ghrelin được sản xuất ở ngoại vi, các chất này kiểm soát sự thèm ăn thông qua hoạt động của chúng trên hệ thần kinh trung ương. Đặc biệt, chúng và các hormone liên quan đến cảm giác thèm ăn khác tác động lên vùng dưới đồi, một vùng trung tâm não điều chỉnh lượng thức ăn ăn vào và tiêu hao năng lượng. Một số mạng lưới thần kinh trong vùng dưới đồi góp phần vào vai trò của nó trong việc điều hòa cảm giác thèm ăn, chất melanocortin được biết rõ nhất. Tín hiệu bắt đầu từ một vùng của vùng dưới đồi gọi là nhân cung, chúng đến lần lượt nhân bên vùng dưới đồi (LH) và nhân bụng của vùng dưới đồi (VMH), trung tâm cảm giác no và nuôi dưỡng não.
Nhân cung chứa hai nhóm neuron riêng biệt. Nhóm đầu tiên đồng thể hiện với peptide thần kinh Y (NPY) và peptide liên quan agouti (AgRP) có đầu vào kích thích đối với LH và đầu vào ức chế đối với VMH. Nhóm thứ hai đồng thể hiện pro-opiomelanocortin (POMC) và bản mã điều chỉnh cocaine và amphetamine (CART) có đầu vào kích thích đối với VMH và đầu vào ức chế đối với LH. Do đó, neuron NPY/AgRP kích thích ăn và ức chế cảm giác no, trong khi neuron POMC/CART kích thích cảm giác no và ức chế ăn. Cả hai nhóm neuron nhân cung đều được điều hòa một phần bởi leptin. Leptin ức chế nhóm NPY/AgRP đồng thời kích thích nhóm POMC/CART. Vì vậy, sự thiếu hụt dấu hiệu của leptin, thông qua thiếu hụt leptin hoặc kháng thể leptin, sẽ dẫn đến việc cho ăn quá nhiều và có thể là nguyên nhân gây ra một số dạng béo phì mắc phải hoặc do di truyền.

## Quản lý
Phương pháp điều trị béo phì chính bao gồm giảm cân, phương pháp này thông qua các biện pháp can thiệp lối sống của người béo phì, bao gồm chế độ ăn kiêng và tập thể dục theo quy định. Mặc dù vẫn chưa rõ chế độ ăn kiêng nào có thể hỗ trợ giảm cân lâu dài và mặc dù hiệu quả của chế độ ăn ít calo còn đang được tranh luận, nhưng việc thay đổi lối sống nhằm giảm tiêu thụ calo hoặc tăng cường thể chất tập thể dục trong thời gian dài sẽ có xu hướng giảm cân bền vững, mặc dù cân nặng có thể sẽ tăng lại chậm rãi theo thời gian. Mặc dù 87% người tham gia Cơ quan đăng ký kiểm soát cân nặng quốc gia có thể duy trì giảm cân cơ thể ở mức 10% trong 10 năm, phương pháp ăn kiêng phù hợp nhất trong việc duy trì giảm cân có thời hạn lâu dài vẫn chưa rõ. Ở Hoa Kỳ, người ta khuyến khích các biện pháp can thiệp hành vi chuyên sâu kết hợp cả thay đổi chế độ ăn uống và tập thể dục cùng lúc. Nhịn ăn gián đoạn không tạo thêm lợi ích nào trong việc giảm cân so với việc hạn chế năng lượng liên tục. Sự tuân thủ là yếu tố quan trọng đối với việc giảm cân thành công hơn bất kỳ loại chế độ ăn kiêng nào mà một cá nhân đang thực hiện.
Một số chế độ ăn kiêng ít calo tỏ ra có hiệu quả. Trong thời gian ngắn, chế độ ăn cacbohydrat thấp có vẻ tốt hơn chế độ ăn ít chất béo nhằm giảm cân. Tuy nhiên, về lâu dài, tất cả các loại chế độ ăn ít carbohydrate và ít chất béo đều có lợi như nhau. Nguy cơ mắc bệnh tim và tiểu đường liên quan đến các chế độ ăn khác nhau dường như là tương tự nhau. Khuyến khích chế độ ăn có trọng tâm (Mediterranean) ở những người béo phì có thể làm giảm nguy cơ mắc bệnh tim. Giảm lượng nước ngọt có ga cũng giúp giảm cân. Việc duy trì giảm cân lâu dài bằng cách thay đổi lối sống có tỷ lệ thành công thấp, dao động từ 2–20%. Thay đổi chế độ ăn uống và lối sống có hiệu quả trong việc hạn chế tăng cân quá mức trong thai kỳ đồng thời cải thiện kết quả cho cả mẹ và con. Những người vừa béo phì vừa có các yếu tố nguy cơ khác mắc bệnh tim được khuyến khích tư vấn hành vi chuyên sâu.

### Chính sách y tế

Tỷ lệ béo phì ở người trưởng thành tại các quốc gia hàng đầu thế giới (2016)

Tỷ lệ béo phì ở người trưởng thành vào năm 2016

Béo phì là một vấn đề phức tạp về chính sách và y tế công cộng vì mức độ phổ biến, chi phí và ảnh hưởng sức khỏe của nó. Do đó, việc quản lý đòi hỏi những thay đổi trong bối cảnh xã hội rộng lớn hơn và nỗ lực chung của cộng đồng, chính quyền địa phương và chính phủ. Nền y tế công cộng tìm cách thông hiểu và điều chỉnh các yếu tố môi trường gây ra tỷ lệ béo phì ngày càng tăng trong dân số. Việc thay đổi các yếu tố gây tiêu thụ năng lượng thực phẩm dư thừa và ức chế hoạt động thể chất được xem xét. Những nỗ lực bao gồm các chương trình bữa ăn trong trường học được liên bang chi trả, hạn chế tiếp thị đồ ăn vặt trực tiếp cho trẻ em, và giảm khả năng tiếp cận đồ uống có đường trong trường học. Tổ chức Y tế Thế giới khuyến nghị đánh thuế đồ uống có đường. Khi xây dựng môi trường sống ở đô thị, người ta đã cố gắng tăng cường khả năng tiếp cận công viên và phát triển các tuyến đường dành cho người đi bộ.
Các chiến dịch truyền thông đại chúng dường như có hiệu quả hạn chế trong việc thay đổi hành vi ảnh hưởng đến béo phì, nhưng có thể nâng cao kiến thức và nhận thức về hoạt động thể chất và chế độ ăn uống, do đó có thể dẫn đến những thay đổi về lâu dài. Các chiến dịch cũng làm giảm lượng thời gian ngồi hoặc nằm và ảnh hưởng tích cực đến ý định hoạt động thể chất. Việc dán nhãn dinh dưỡng với thông tin năng lượng trên thực đơn có thể giúp giảm lượng năng lượng nạp vào khi dùng bữa tại nhà hàng. Một số người kêu gọi chính sách chống lại thực phẩm chế biến sẵn.

## Can thiệp y tế

### Thuốc
Kể từ khi ra mắt các loại thuốc điều trị béo phì vào những năm 1930, nhiều hợp chất đã được thử nghiệm. Hầu hết chúng đều làm giảm trọng lượng cơ thể chỉ một lượng nhỏ và một số trong đó đã không còn được bán trên thị trường do tác dụng phụ. Trong số 25 loại thuốc giảm cân bị rút khỏi thị trường từ năm 1964 đến năm 2009, có 23 loại hoạt động bằng cách thay đổi chức năng của các chất dẫn truyền thần kinh hóa học trong não. Tác dụng phụ phổ biến nhất sau khi dừng sử dụng thuốc là rối loạn tâm thần, tác dụng phụ về tim và lạm dụng hoặc phụ thuộc vào ma túy. Nhiều trường hợp tử vong được cho là có liên quan đến bảy sản phẩm thuốc giảm cân.
Năm loại thuốc có lợi khi sử dụng lâu dài là: orlistat, lorcaserin, liraglutide, phentermine–topiramate và naltrexone–bupropion. Chúng giúp giảm cân sau một năm từ 3,0 đến 6,7 kg (6,6-14,8 lbs) so với giả dược. Orlistat, liraglutide và naltrexone–bupropion được cung cấp ở cả Hoa Kỳ và Châu Âu, phentermine–topiramate chỉ có ở Hoa Kỳ. Các cơ quan quản lý châu Âu đã từ chối lorcaserin và phentermine-topiramate, một phần vì liên quan đến các vấn đề về van tim của lorcaserin và các vấn đề chung về tim và mạch máu do phentermine-topiramate gây ra. Lorcaserin đã có mặt ở Hoa Kỳ và sau đó bị loại khỏi thị trường vào năm 2020 do có liên quan đến bệnh ung thư. Việc sử dụng Orlistat có liên quan đến các tác dụng phụ về đường tiêu hóa với tỷ lệ cao và đã làm dấy lên mối lo ngại về tác dụng tiêu cực lên thận. Không có thông tin về việc những loại thuốc này ảnh hưởng như thế nào đến các biến chứng lâu dài của bệnh béo phì như bệnh tim mạch hoặc tử vong; tuy nhiên, liraglutide khi được sử dụng cho bệnh nhân đái tháo đường tuýp 2 sẽ làm giảm các biến cố tim mạch.
Năm 2019, một đánh giá có hệ thống đã so sánh tác dụng của các liều fluoxetine khác nhau (60 mg/ngày, 40 mg/ngày, 20 mg/ngày, 10 mg/ngày) lên cân nặng ở người trưởng thành béo phì. Khi so sánh với giả dược, tất cả các liều fluoxetine dường như góp phần giảm cân nhưng dẫn đến tăng nguy cơ gặp các tác dụng phụ như chóng mặt, buồn ngủ, mệt mỏi, mất ngủ và buồn nôn trong thời gian điều trị. Tuy nhiên, những kết luận này là từ bằng chứng có độ chắc chắn thấp. Khi so sánh trong cùng một đánh giá, tác dụng của fluoxetine đối với cân nặng của người lớn béo phì với các thuốc chống béo phì khác, acid béo Omega-3 và việc không được điều trị, các nhà nghiên cứu không thể đạt được kết quả cuối cùng hoặc bằng chứng do chất lượng kém của thuốc.
Trong số các thuốc chống loạn thần điều trị bệnh tâm thần phân liệt, clozapine là hiệu quả nhất nhưng chúng có nguy cơ gây ra hội chứng chuyển hóa cao nhất, trong đó béo phì là biểu hiện chính. Đối với những người tăng cân do clozapine, dùng metformin có thể cải thiện ba trong số năm thành phần của hội chứng chuyển hóa: chu vi vòng eo, đường huyết lúc đói và chất béo trung tính lúc đói.

### Phẫu thuật
Phương pháp điều trị béo phì hiệu quả nhất là phẫu thuật giảm béo. Các loại thủ thuật bao gồm thắt đai dạ dày có điều chỉnh (AGB), cắt dạ dày Roux-en-Y, cắt dạ dày hình ống (VSG) và chuyển dòng mật tụy. Phẫu thuật cho bệnh béo phì nghiêm trọng có liên quan đến việc giảm cân lâu dài, cải thiện các tình trạng liên quan đến béo phì, và giảm tỷ lệ tử vong chung; tuy nhiên, sức khỏe trao đổi chất được cải thiện là do giảm cân chứ không phải do phẫu thuật. Một nghiên cứu cho thấy giảm cân từ 14% đến 25% (tùy thuộc vào loại thủ thuật được thực hiện) sau 10 năm làm giảm 29% tỷ lệ tử vong do mọi nguyên nhân khi so sánh với các biện pháp giảm cân tiêu chuẩn. 17% trường hợp có biến chứng và 7% trường hợp cần phẫu thuật lại.

## Dịch tễ học
Ngày trước, béo phì rất hiếm và chỉ có thể đạt được bởi một nhóm nhỏ tầng lớp thượng lưu, và đã được công nhận là một vấn đề sức khỏe. Nhưng khi sự thịnh vượng tăng lên trong thời kỳ Cận đại, nó đã ảnh hưởng đến nhiều nhóm dân cư ngày càng lớn hơn. Trước những năm 1970, béo phì là một tình trạng tương đối hiếm ngay cả ở những quốc gia giàu có nhất, và nó có xu hướng xảy ra ở những người giàu có. Sau đó, một loạt các sự kiện bắt đầu thay đổi. Chỉ số BMI trung bình của dân số ở các nước thuộc Thế giới thứ nhất bắt đầu tăng, trong đó tỷ lệ người thừa cân và béo phì tăng lên nhanh chóng.
Năm 1997, WHO chính thức công nhận béo phì là một đại dịch toàn cầu. Tính đến năm 2008, WHO ước tính có ít nhất 500 triệu người trưởng thành (hơn 10%) bị béo phì, với tỷ lệ ở phụ nữ cao hơn nam giới. Tỷ lệ béo phì trên toàn cầu đã tăng hơn gấp đôi từ năm 1980 đến năm 2014. Năm 2014, hơn 600 triệu người trưởng thành bị béo phì, tương đương với khoảng 13% dân số trưởng thành trên thế giới. Tỷ lệ người trưởng thành bị béo phì ở Hoa Kỳ tính đến năm 2015–2016 nói chung là khoảng 39,6% (37,9% nam và 41,1% nữ). Năm 2000, Tổ chức Y tế Thế giới (WHO) tuyên bố rằng thừa cân và béo phì đang thay thế các mối lo ngại về sức khỏe cộng đồng truyền thống như suy dinh dưỡng và các bệnh truyền nhiễm, và hiện là một trong những nguyên nhân quan trọng nhất dẫn đến sức khỏe kém.
Tỷ lệ béo phì cũng tăng theo độ tuổi bao gồm trên 50 hoặc 60 tuổi:5 và béo phì trầm trọng ở Hoa Kỳ, Úc và Canada đang gia tăng nhanh hơn tỷ lệ béo phì chung. OECD đã dự đoán tỷ lệ béo phì sẽ gia tăng ít nhất cho đến năm 2030, đặc biệt là ở Hoa Kỳ, Mexico và Anh với tỷ lệ lần lượt là 47%, 39% và 35%.
Từng được coi là vấn đề chỉ của riêng các nước có thu nhập cao, tỷ lệ béo phì đang gia tăng trên toàn thế giới và ảnh hưởng đến cả các nước phát triển và các nước đang phát triển. Những sự gia tăng này được cảm nhận rõ rệt nhất ở môi trường đô thị.
Sự khác biệt về giới tính và dựa trên giới tính cũng ảnh hưởng đến tỷ lệ béo phì. Trên toàn cầu, phụ nữ béo phì nhiều hơn nam giới, nhưng con số này khác nhau tùy thuộc vào cách đo lường béo phì.

## Lịch sử

### Thái độ lịch sử

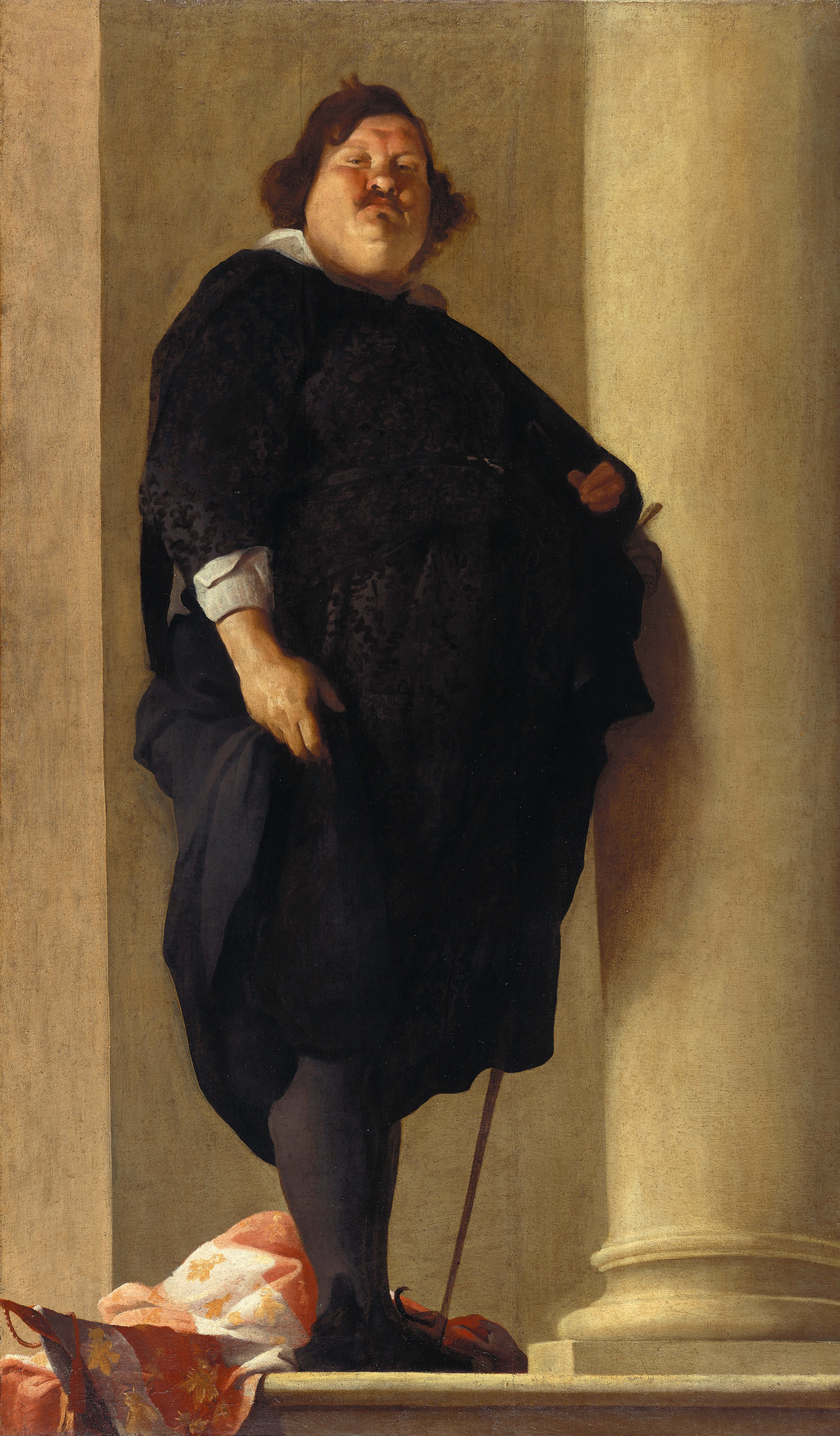
Tướng Alessandro del Borro của vùng Tuscan trong thời Trung Cổ và Phục Hưng, vẽ bởi Charles Mellin vào năm 1645

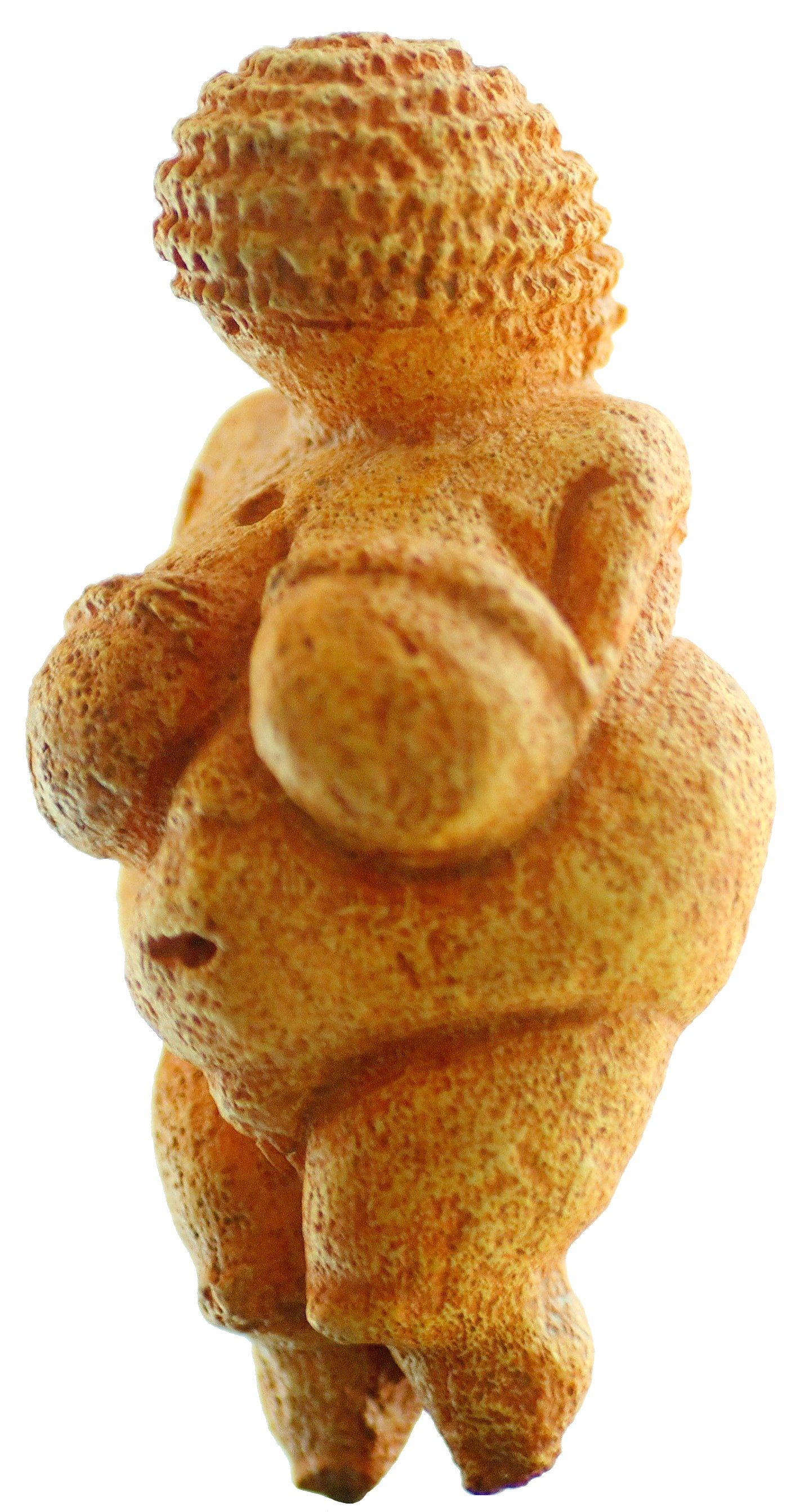
Vệ nữ Willendorf được tạo ra khoảng 24.000–22.000 TCN

Y học Hy Lạp cổ đại công nhận béo phì là một chứng rối loạn y tế và ghi chép rằng người Ai Cập cổ đại cũng nhìn nhận tương tự như vậy. Hippocrates đã viết rằng "Thừa cân không chỉ là một căn bệnh mà còn là điềm báo những điều khác". Bác sĩ phẫu thuật người Ấn Độ Sushruta (thế kỷ thứ 6 trước Công nguyên) liên hệ béo phì với bệnh tiểu đường và rối loạn tim. Ông khuyên nên tập thể dục để giúp chữa bệnh và chữa các tác dụng phụ của nó. Trong phần lớn lịch sử loài người, nhân loại phải vật lộn với tình trạng khan hiếm lương thực. Do đó, trong lịch sử béo phì được coi là dấu hiệu của sự giàu có và thịnh vượng. Quan niệm này phổ biến trong giới quan lại chức cao trong các nền văn minh Đông Á cổ đại. Vào thế kỷ 17, tác giả y học người Anh Tobias Venner được ghi nhận là một trong những người đầu tiên gọi thuật ngữ béo phì như một căn bệnh xã hội trong một cuốn sách tiếng Anh đã xuất bản của ông.
Với sự khởi đầu của Cách mạng Công nghiệp, người ta nhận ra rằng sức mạnh quân sự và kinh tế của các quốc gia phụ thuộc vào cả kích cỡ cơ thể lẫn sức mạnh của binh lính và công nhân của họ. Việc tăng chỉ số khối cơ thể trung bình từ mức hiện được coi là thiếu cân lên mức bình thường đóng một vai trò quan trọng trong sự phát triển của các xã hội công nghiệp hóa. Do đó, chiều cao và cân nặng con người đều tăng trong suốt thế kỷ 19 ở các nước phát triển. Trong thế kỷ 20, khi dân số đạt đến tiềm năng di truyền về chiều cao, cân nặng bắt đầu tăng nhiều hơn chiều cao, dẫn đến béo phì. Vào những năm 1950, sự giàu có ngày càng tăng ở các nước phát triển đã làm giảm tỷ lệ tử vong ở trẻ em, nhưng khi trọng lượng cơ thể tăng lên, bệnh tim và thận trở nên phổ biến hơn. Trong thời kỳ này, các công ty bảo hiểm nhận ra mối liên hệ giữa cân nặng và tuổi thọ cũng như việc tăng phí bảo hiểm cho người béo phì.
Nhiều nền văn hóa trong suốt lịch sử đã coi béo phì là kết quả của một khuyết điểm về tính cách. Nhân vật béo phì hay mập ú trong hài kịch Hy Lạp cổ đại là một kẻ háu ăn và hay giễu cợt. Trong thời đại Cơ đốc giáo, thức ăn được coi là cửa ngõ dẫn đến tội lỗi lười biếng và ham muốn. Trong văn hóa phương Tây hiện đại, thừa cân thường được coi là kém hấp dẫn và béo phì thường gắn liền với nhiều định kiến tiêu cực khác nhau. Những người béo ở mọi lứa tuổi đều có thể phải đối mặt với sự kỳ thị của xã hội và có thể là mục tiêu của những kẻ bắt nạt hoặc bị bạn bè xa lánh.
Nhận thức của công chúng phương Tây về trọng lượng cơ thể khỏe mạnh khác với nhận thức về cân nặng được coi là lý tưởng – và cả hai đều đã thay đổi kể từ đầu thế kỷ 20. Trọng lượng được coi là lý tưởng đã trở nên thấp hơn kể từ những năm 1920. Điều này được minh họa bằng việc chiều cao trung bình của những người chiến thắng cuộc thi Hoa hậu Mỹ tăng 2% từ năm 1922 đến năm 1999, trong khi cân nặng trung bình của họ giảm 12%. Mặt khác, quan điểm của mọi người về cân nặng khỏe mạnh lại thay đổi theo hướng ngược lại. Ở Anh, cân nặng mà mọi người coi là thừa cân vào năm 2007 cao hơn đáng kể so với năm 1999. Những thay đổi này được cho là do tỷ lệ béo phì ngày càng tăng dẫn đến việc đẩy mạnh sự chấp nhận lượng mỡ thừa trong cơ thể như một điều bình thường.
Béo phì hiện vẫn được coi là dấu hiệu của sự giàu có và hạnh phúc ở nhiều nơi tại Châu Phi. Điều này đã trở nên đặc biệt phổ biến kể từ khi đại dịch HIV bùng nổ.

### Nghệ thuật
Những tác phẩm điêu khắc đầu tiên về cơ thể con người được tạo ra cách đây 20.000–35.000 năm mô tả những phụ nữ béo phì. Một quan điểm cho rằng Tượng thần Vệ nữ có xu hướng nhấn mạnh đến khả năng sinh sản trong khi quan điểm khác cho rằng chúng đại diện cho sự "mập mạp" của con người thời đó. Tuy nhiên, sự thô thiển này không có trong văn hóa nghệ thuật Hy Lạp lẫn La Mã, lý tưởng của họ là sự điều độ. Điều này tiếp tục diễn ra trong phần lớn lịch sử Cơ đốc giáo ở châu Âu, chỉ những người có địa vị kinh tế xã hội thấp mới được miêu tả là béo phì.
Trong thời kỳ Phục hưng, một số tầng lớp thượng lưu bắt đầu phô trương vóc dáng to lớn của họ, như có thể thấy trong các bức chân dung của Henry VIII của Anh và Alessandro dal Borro. Rubens (1577–1640) thường xuyên miêu tả những người phụ nữ to béo trong các bức tranh của mình, từ đó bắt nguồn thuật ngữ "Rubenesque". Tuy nhiên, những phụ nữ được vẽ này vẫn duy trì tiêu chuẩn thân hình "đồng hồ cát" vì mối liên hệ với khả năng sinh sản. Quan điểm về béo phì đã thay đổi trong thế giới phương Tây vào thế kỷ 19. Sau nhiều thế kỷ béo phì đồng nghĩa với sự giàu có và địa vị xã hội, thân hình mảnh mai bắt đầu được coi là tiêu chuẩn đáng mơ ước. Trong bản in năm 1819 của George Cruikshank, The Belle Alliance, or the Female Reformers of Blackburn!!!,, ông đã chỉ trích công việc của các nhà cải cách nữ ở Blackburn và dùng hình ảnh béo phì như một phương tiện để miêu tả họ là không nữ tính.

## Xã hội và văn hóa

### Tác động kinh tế
Ngoài những ảnh hưởng liên quan đến sức khỏe, béo phì còn dẫn đến nhiều vấn đề khác, bao gồm những bất lợi trong việc làm:29 và làm tăng chi phí kinh doanh.
Năm 2005, chi phí y tế cho béo phì ở Mỹ ước tính khoảng 190,2 tỷ USD hay 20,6% tổng chi phí y tế, trong khi chi phí cho bệnh béo phì ở Canada ước tính khoảng 2 tỷ CA$ vào năm 1997 (2,4% tổng chi phí y tế). Tổng chi phí trực tiếp hàng năm chi cho tình trạng thừa cân và béo phì ở Úc năm 2005 là 21 tỷ đô la Úc. Những người thừa cân và béo phì ở Úc cũng nhận được 35,6 tỷ đô la Úc trợ cấp của chính phủ. Phạm vi ước tính chi tiêu hàng năm cho các sản phẩm ăn kiêng là từ 40 tỷ đến 100 tỷ USD chỉ riêng ở Hoa Kỳ.
Ủy ban The Lancet về Béo phì vào năm 2019 đã kêu gọi một hiệp ước toàn cầu—theo mô hình Công ước khung về Kiểm soát Thuốc lá của WHO—cam kết các quốc gia giải quyết tình trạng béo phì và suy dinh dưỡng, loại trừ rõ ràng ngành công nghiệp thực phẩm khỏi việc phát triển chính sách. Họ ước tính chi phí của bệnh béo phì trên toàn cầu là 2 nghìn tỷ USD mỗi năm, khoảng 2,8% GDP thế giới.
Các chương trình phòng ngừa béo phì đã được chứng minh là làm giảm chi phí điều trị các bệnh liên quan đến béo phì. Tuy nhiên, con người càng sống lâu thì chi phí y tế càng phải gánh chịu lâu dài. Do đó, các nhà nghiên cứu kết luận rằng việc giảm béo phì có thể cải thiện sức khỏe cộng đồng nhưng khó có thể làm giảm chi tiêu y tế tổng thể. Các loại thuế như thuế đồ uống có đường đã được thực hiện ở một số quốc gia trên toàn cầu nhằm hạn chế thói quen ăn uống không lành mạnh, cũng như nhằm bù đắp phí tổn kinh tế.

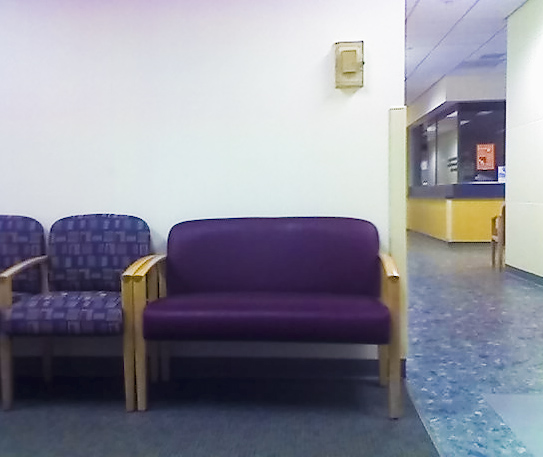
Nhiều dịch vụ cung cấp cho người béo phì các thiết bị chuyên dụng như ghế ngồi với kích thước rộng hơn nhiều.

Béo phì có thể dẫn đến sự kỳ thị của xã hội và bất lợi trong môi trường việc làm.:29 Khi so sánh với những người có cân nặng bình thường, những người lao động béo phì trung bình họ có tỷ lệ nghỉ làm cao hơn và nghỉ ốm nhiều hơn, do đó làm tăng chi phí cho người sử dụng lao động và giảm năng suất lao động. Một nghiên cứu kiểm tra các nhân viên của Đại học Duke cho thấy những người có chỉ số BMI trên 40 kg/m2 đã nộp đơn yêu cầu bồi thường cho người lao động nhiều gấp đôi so với những người có chỉ số BMI là 18,5–24,9 kg/m2. Họ cũng có số ngày làm việc ít đi nhiều hơn gấp 12 lần. Các thương tích thường gặp nhất ở nhóm này là do ngã và nâng cao, ảnh hưởng đến hai chân, cổ tay hoặc bàn tay và lưng. Ủy ban Bảo hiểm Nhân viên Tiểu bang Alabama đã thông qua một kế hoạch gây tranh cãi nhằm tính phí bảo hiểm y tế cho những người lao động béo phì 25 đô la một tháng, và chỉ sẽ miễn phí trừ khi họ thực hiện các bước để giảm cân và cải thiện sức khỏe của mình. Các biện pháp này bắt đầu vào tháng 1 năm 2010 và áp dụng cho những công chức nhà nước có chỉ số BMI vượt quá 35 kg/m2 mà không cải thiện được sức khỏe sau một năm.
Một số nghiên cứu cho thấy những người béo phì ít có cơ hội được tuyển dụng làm việc và ít có khả năng được thăng chức. Những người béo phì cũng được trả lương thấp hơn so với những người không béo phì cho một công việc tương đương; trung bình phụ nữ béo phì kiếm được ít hơn 6% và đàn ông béo phì kiếm được ít hơn 3%.:30
Ngành hàng không, y tế và thực phẩm, có những mối quan tâm đặc biệt đối với lao động và khách hàng béo phì. Do tỷ lệ béo phì ngày càng tăng, các hãng hàng không phải đối mặt với chi phí nhiên liệu cao hơn và áp lực phải tăng chiều rộng chỗ ngồi. Năm 2000, trọng lượng tăng thêm của hành khách béo phì khiến các hãng hàng không thiệt hại 275 triệu USD. Ngành chăm sóc sức khỏe đã phải đầu tư vào các cơ sở vật chất đặc biệt để đáp ứng phục vụ những bệnh nhân béo phì nghiêm trọng, bao gồm thiết bị nâng đặc biệt và xe cứu thương dành cho người béo phì. Chi phí cho các nhà hàng tăng lên do kiện tụng cáo buộc họ gây ra béo phì cho thực khách. Năm 2005, Quốc hội Hoa Kỳ thảo luận về luật ngăn chặn các vụ kiện dân sự chống lại ngành công nghiệp thực phẩm liên quan đến béo phì; tuy nhiên đã không thành công.
Vào năm 2013, với việc Hiệp hội Y khoa Hoa Kỳ (AMA) phân loại béo phì là một bệnh mãn tính, người ta cho rằng các công ty bảo hiểm y tế sẽ có nhiều khả năng phải chi trả cho việc điều trị, tư vấn và phẫu thuật béo phì cũng như chi phí nghiên cứu và phát triển thuốc điều trị béo phì hoặc phương pháp điều trị bằng liệu pháp gen sẽ có giá cả phải chăng hơn nếu các công ty bảo hiểm giúp trợ cấp chi phí cho họ. Tuy nhiên, việc phân loại của AMA không có tính ràng buộc về mặt pháp lý nên các công ty bảo hiểm y tế vẫn có quyền từ chối bảo hiểm cho bất kỳ một phương pháp điều trị hoặc phẫu thuật nào.
Năm 2014, Tòa án Công lý Châu Âu đã ra phán quyết rằng bệnh béo phì là một khuyết tật. Tòa án cho rằng nếu tình trạng béo phì của một nhân viên ngăn cản họ "tham gia đầy đủ và hiệu quả vào đời sống nghề nghiệp trên cơ sở bình đẳng với những người lao động khác", thì đó sẽ bị coi là khuyết tật và việc sa thải ai đó vì lý do béo phì là phân biệt đối xử.
Ở các nước thu nhập thấp, béo phì có thể là dấu hiệu của sự giàu có. Một nghiên cứu thực nghiệm năm 2023 cho thấy những người béo phì ở Uganda có nhiều khả năng tiếp cận tín dụng hơn.

### Chấp nhận kích thước

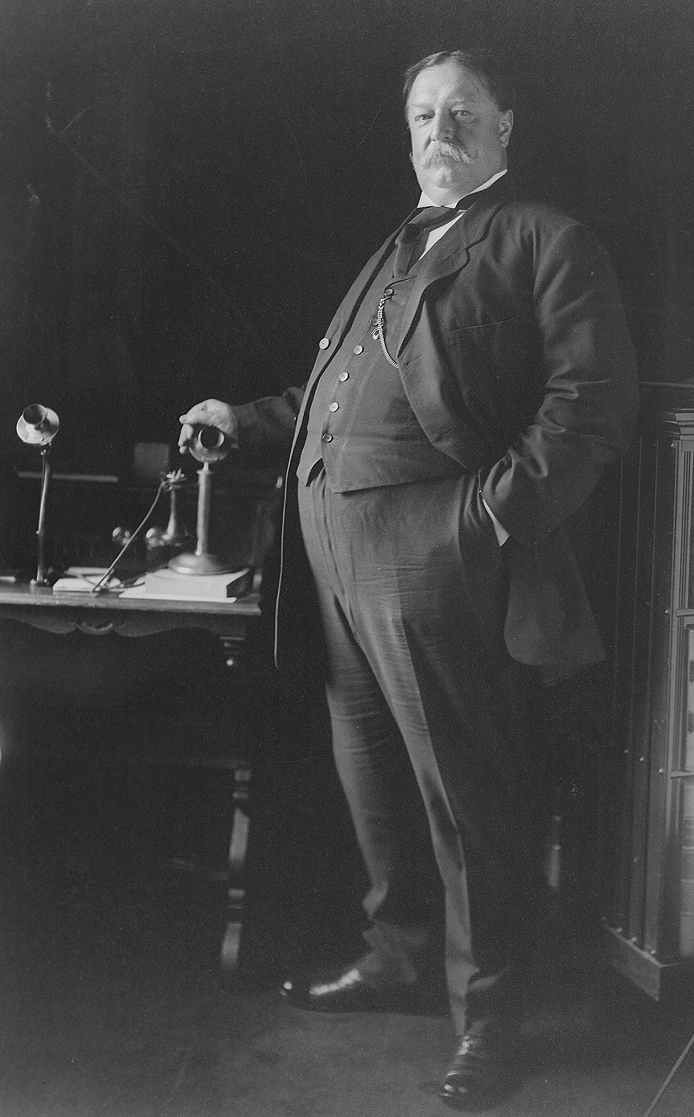
Tổng thống Hoa Kỳ William Howard Taft thường bị chế giễu vì thừa cân.

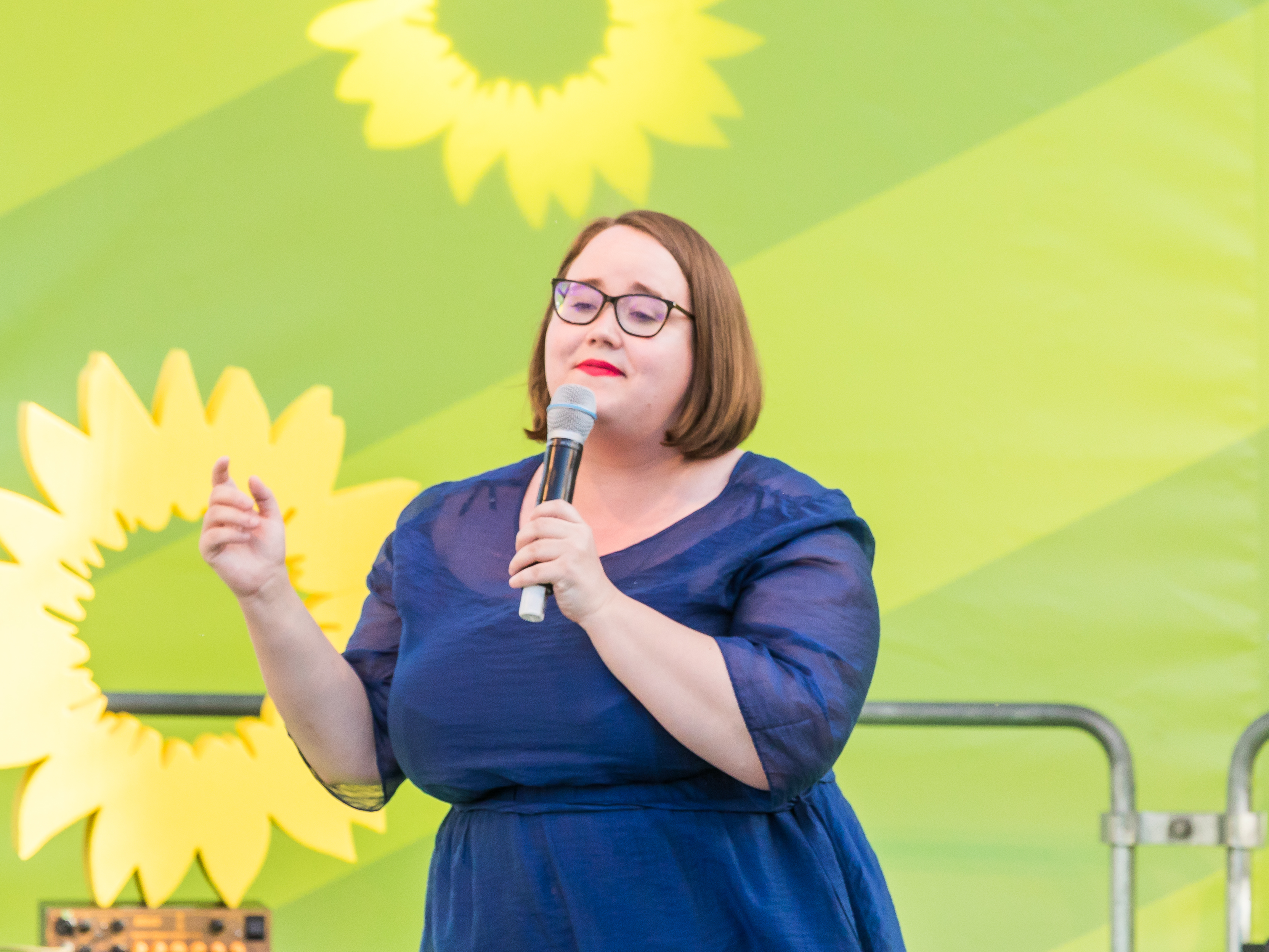
Chính trị gia người Đức Ricarda Lang là nạn nhân của kỳ thị người béo phì trên mạng.

Mục tiêu chính của phong trào chấp nhận chất béo là làm giảm sự phân biệt đối xử đối với những người thừa cân và béo phì. Tuy nhiên, một số người trong phong trào này cũng đang cố gắng đối mặt thách thức về mối quan hệ giữa béo phì và các kết quả sức khỏe tiêu cực của béo phì.
Một số tổ chức tồn tại nhằm thúc đẩy việc chấp nhận béo phì. Họ ngày càng nổi bật vào nửa sau của thế kỷ 20. Hiệp hội quốc gia thúc đẩy việc chấp nhận chất béo (NAAFA) có trụ sở tại Hoa Kỳ được thành lập vào năm 1969 và tự mô tả mình là một tổ chức dân quyền chuyên về chấm dứt sự phân biệt đối xử liên quan kích cỡ ngoại hình.
Hiệp hội Chấp nhận Kích thước Quốc tế (ISAA) là một tổ chức phi chính phủ (NGO) được thành lập vào năm 1997. Hiệp hội này có định hướng toàn cầu hơn các tổ chức khác và họ mô tả sứ mệnh của mình là thúc đẩy việc chấp nhận kích thước cũng như giúp chấm dứt sự phân biệt đối xử dựa trên trọng lượng. Các tổ chức thường tranh luận về việc công nhận béo phì là một tình trạng khuyết tật theo Đạo luật Khuyết tật Hoa Kỳ năm 1990 (ADA). Tuy nhiên, hệ thống pháp luật Hoa Kỳ đã quyết định rằng chi phí y tế công cộng tiềm ẩn sẽ vượt quá lợi ích của việc mở rộng luật chống phân biệt đối xử này để chi trả cho bệnh béo phì.

### Ảnh hưởng của ngành đến nghiên cứu
Năm 2015, tờ New York Times đã đăng một bài báo trên Mạng lưới Cân bằng Năng lượng Toàn cầu, một tổ chức phi lợi nhuận được thành lập vào năm 2014 nhằm mục đích vận động mọi người tập trung vào việc tăng cường tập thể dục hơn là giảm lượng calo nạp vào để tránh béo phì và để khỏe mạnh hơn. Tổ chức này được thành lập với nguồn tài trợ ít nhất 1,5 triệu đô la từ Công ty Coca-Cola và kể từ năm 2008, công ty đã chu cấp 4 triệu đô la tài trợ nghiên cứu cho hai nhà khoa học sáng lập là Gregory A. Hand và Steven N. Blair.

### Báo cáo
Nhiều tổ chức đã công bố các báo cáo liên quan đến bệnh béo phì. Năm 1998, tài liệu hướng dẫn đầu tiên của Liên bang Hoa Kỳ được xuất bản với tiêu đề "Hướng dẫn lâm sàng về xác định, đánh giá và điều trị thừa cân và béo phì ở người lớn: Báo cáo bằng chứng" ("Clinical Guidelines on the Identification, Evaluation, and Treatment of Overweight and Obesity in Adults: The Evidence Report"). Năm 2006, Canadian Obesity Network, hiện được gọi là Obésité Canada đã xuất bản "Hướng dẫn Thực hành Lâm sàng Canada (CPG) về Quản lý và Phòng ngừa Béo phì ở Người lớn và Trẻ em" ("Canadian Clinical Practice Guidelines (CPG) on the Management and Prevention of Obesity in Adults and Children"). Đây là hướng dẫn toàn diện dựa trên bằng chứng nhằm phục vụ công việc quản lý và phòng ngừa thừa cân và béo phì ở người lớn và trẻ em.
Năm 2004, Trường Cao đẳng Bác sĩ Hoàng gia Luân Đôn, Khoa Y tế Công cộng và Trường Cao đẳng Nhi khoa và Sức khỏe Trẻ em Hoàng gia đã công bố báo cáo "Lưu trữ các vấn đề" ("Storing up Problems"), trong đó nhấn mạnh vấn đề béo phì đang gia tăng ở Anh. Cùng năm, Ủy ban Lựa chọn Chăm sóc Sức khỏe và Xã hội của Hạ Nghị viện Vương quốc Liên hiệp Anh và Bắc Ireland đã công bố "cuộc điều tra toàn diện nhất [...] từng được thực hiện" về tác động của béo phì đối với sức khỏe và xã hội ở Anh và các phương pháp tiếp cận có thể giải quyết vấn đề. Năm 2006, Viện Tài năng Y tế và Chăm sóc Sức khỏe (NICE) đã ban hành hướng dẫn về chẩn đoán và quản lý bệnh béo phì, cũng như các gợi ý chính sách cho các tổ chức phi-chăm sóc sức khỏe như các hội đồng địa phương. Một báo cáo năm 2007 do Derek Wanless thực hiện cho Quỹ King (King's Fund) đã cảnh báo rằng trừ khi có bước hành động tiếp theo, hiện béo phì có khả năng làm suy yếu tài chính của Dịch vụ Y tế Quốc gia. Vào năm 2022, Viện Nghiên cứu Chăm sóc và Sức khỏe Quốc gia (NIHR) đã công bố một đánh giá toàn diện về nghiên cứu về những gì chính quyền địa phương có thể làm để giảm béo phì.
The Obesity Policy Action (OPA) phân chia các chính sách thượng nguồn (upstream), chính sách trung nguồn (midstream) và chính sách hạ nguồn (downstream). Các chính sách thượng nguồn liên quan đến việc thay đổi xã hội, trong khi các chính sách trung nguồn cố gắng thay đổi các hành vi được cho là góp phần gây ra béo phì ở cấp độ cá nhân, trong khi các chính sách hạ nguồn điều trị cho những người béo phì hiện nay.

## Béo phì ở trẻ em
Phạm vi của BMI khỏe mạnh thay đổi theo độ tuổi và giới tính của trẻ em. Béo phì ở trẻ em và thanh thiếu niên được định nghĩa là chỉ số BMI lớn hơn 95 %. Dữ liệu tham khảo mà các chỉ số phần trăm này dựa vào là dữ liệu từ năm 1963 đến năm 1994 và do đó không bị ảnh hưởng bởi sự gia tăng tỷ lệ béo phì gần đây. Béo phì ở trẻ em đã đạt đến mức độ đại dịch trong thế kỷ 21, với tỷ lệ ngày càng gia tăng ở cả các nước phát triển và đang phát triển. Tỷ lệ béo phì ở trẻ em trai Canada đã tăng từ 11% vào những năm 1980 lên hơn 30% vào những năm 1990, trong khi cùng thời gian này tỷ lệ béo phì ở trẻ em Brazil tăng từ 4 lên 14%. Tại Anh, số trẻ em béo phì năm 2005 nhiều hơn 60% so với năm 1989. Tại Mỹ, tỷ lệ trẻ em thừa cân và béo phì tăng lên 16% vào năm 2008, tăng 300% so với 30 năm trước đó.
Cũng giống như béo phì ở người lớn, có nhiều yếu tố góp phần làm tăng tỷ lệ béo phì ở trẻ em. Thay đổi chế độ ăn uống và giảm hoạt động thể chất được cho là hai nguyên nhân quan trọng nhất dẫn đến sự gia tăng tỷ lệ béo phì ở trẻ em gần đây. Quảng cáo các loại thực phẩm không lành mạnh cho trẻ em cũng góp phần vì nó làm tăng mức tiêu thụ sản phẩm của chúng. Dùng thuốc kháng sinh trong 6 tháng đầu đời có liên quan đến tình trạng thừa cân ở độ tuổi từ 7 đến 12 tuổi. Vì béo phì ở trẻ em thường kéo dài đến tuổi trưởng thành và có liên quan đến nhiều bệnh mãn tính nên trẻ béo phì thường được kiểm tra bệnh tăng huyết áp, đái tháo đường, tăng lipid máu và bệnh gan nhiễm mỡ.
Các phương pháp điều trị béo phì được sử dụng ở trẻ em chủ yếu là can thiệp vào lối sống và kỹ thuật hành vi, mặc dù những nỗ lực nhằm tăng cường vận động ở trẻ có rất ít thành công. Tại Hoa Kỳ, việc dùng thuốc sử dụng cho nhóm tuổi này không được FDA chấp thuận. Các biện pháp can thiệp ngắn hạn để kiểm soát cân nặng ở cơ sở chăm sóc ban đầu (ví dụ do bác sĩ hoặc y tá thực hiện) chỉ có tác dụng tích cực nhẹ trong việc giảm tình trạng thừa cân hoặc béo phì ở trẻ em. Các biện pháp can thiệp thay đổi hành vi đa dạng bao gồm thay đổi chế độ ăn uống và hoạt động thể chất có thể làm giảm BMI trong thời gian ngắn ở trẻ từ 6 đến 11 tuổi, mặc dù lợi ích rất nhỏ và bằng chứng chất lượng thấp.

## Động vật khác
Béo phì ở thú cưng là tình trạng phổ biến ở nhiều quốc gia. Tại Hoa Kỳ, 23–41% chó bị thừa cân và khoảng 5,1% bị béo phì. Tỷ lệ béo phì ở mèo cao hơn một ít, ở mức 6,4%. Tại Úc, tỷ lệ béo phì ở chó trong môi trường thú y là 7,6%. Nguy cơ béo phì ở chó liên quan đến việc chủ của chúng có bị béo phì hay không; tuy nhiên, không có mối tương quan tương tự giữa mèo và chủ của chúng.